# 金刀比羅宮
金刀比羅宮是位於日本香川縣仲多度郡琴平町的神社，別稱金毘羅宮，偶爾也寫作日语读音相同的琴平宮。舊社格為國幣中社。日本全國金刀比羅神社、琴平神社、金比羅神社之總本宮。
此宮供奉海上交通之守護神，不少造船廠或是船東於新船下水啟用前會前來祈求航行平安，因此本宮旁的繪馬殿可見到掛滿祈求平安後留下的各種民用、軍用、政府用甚至外國船隻及船用引擎的照片。

## 概要
金刀比罗宫作为海上交通的守护神，广为渔民、海员等海事相关者所崇奉。对海上军人的崇拜也经久不衰，相关祭典每年定例举行：二战前是大日本帝国海军的慰灵祭，战后是海上保安厅的扫海队殉职者的慰灵祭。神社境内的绘马殿中悬挂的绘马大多是祈愿海上安全的。以金毗罗讲为代表，旧时参拜者如云，参道两旁现存有大量的石灯笼，可以想见当年之繁盛。
漫长的石级参道也很著名。到本宫的台阶有785级，而一直到奥社则有1368级台阶。每年例大祭之际会召开“金毗罗石级马拉松”。
旧时曾有将金刀比罗宫与仓敷市的由加山（即莲台寺、由加神社）两者皆参拜（“两参”）的传统。

## 历史

### 由来
金刀比罗宫的由来有两说。一者为琴平神社说。大物主命曾在象头山修建的行营，为了崇奉其遗迹而建立了琴平神社。中世纪以来因本地垂迹说盛行，改称为金毗罗大权现。另一者为松尾寺说。位于象鼻山的真言宗的松尾寺祀奉金毗罗为镇守神。大宝年间，修验道行者役小角登上象头山之际，遭遇了天竺灵鹫山的护法神金毗罗的神验，因而开山成为金毗罗大权现。
此外还有异说，如《生驹记赞阳纲目》中金刀比罗宫条目中记述，延喜式神名帐里的赞岐国多度郡云气神社即金刀比罗宫。
不论哪种说法，金刀比罗宫都曾经是神佛习合的寺社。而作为海上交通的守护神被信仰的因由，虽然过去传说是因为古代在象头山脚下有狭窄的海湾，但考虑到在绳文时代海平面较现在约高5米，象头山当时是岛屿，而大物主命是“从海之彼方照耀着波浪而显现之神”，这样说来比较妥当。
长宽元年（1163年），被流放中的崇德上皇曾参拜象头山松尾寺金光院。永万元年（1165年），基于修验道的御灵信仰，死于赞岐国流放中的崇德天皇被合祀于象头山松尾寺金光院。
战国时代虽然神社一度荒废，金光院第4代别当金刚坊宥盛传播了金毗罗信仰，并整修了境内。有传说宥盛临死前发誓化为天狗以守护金毗罗神体，死后葬于本堂附近。

### 江户时代

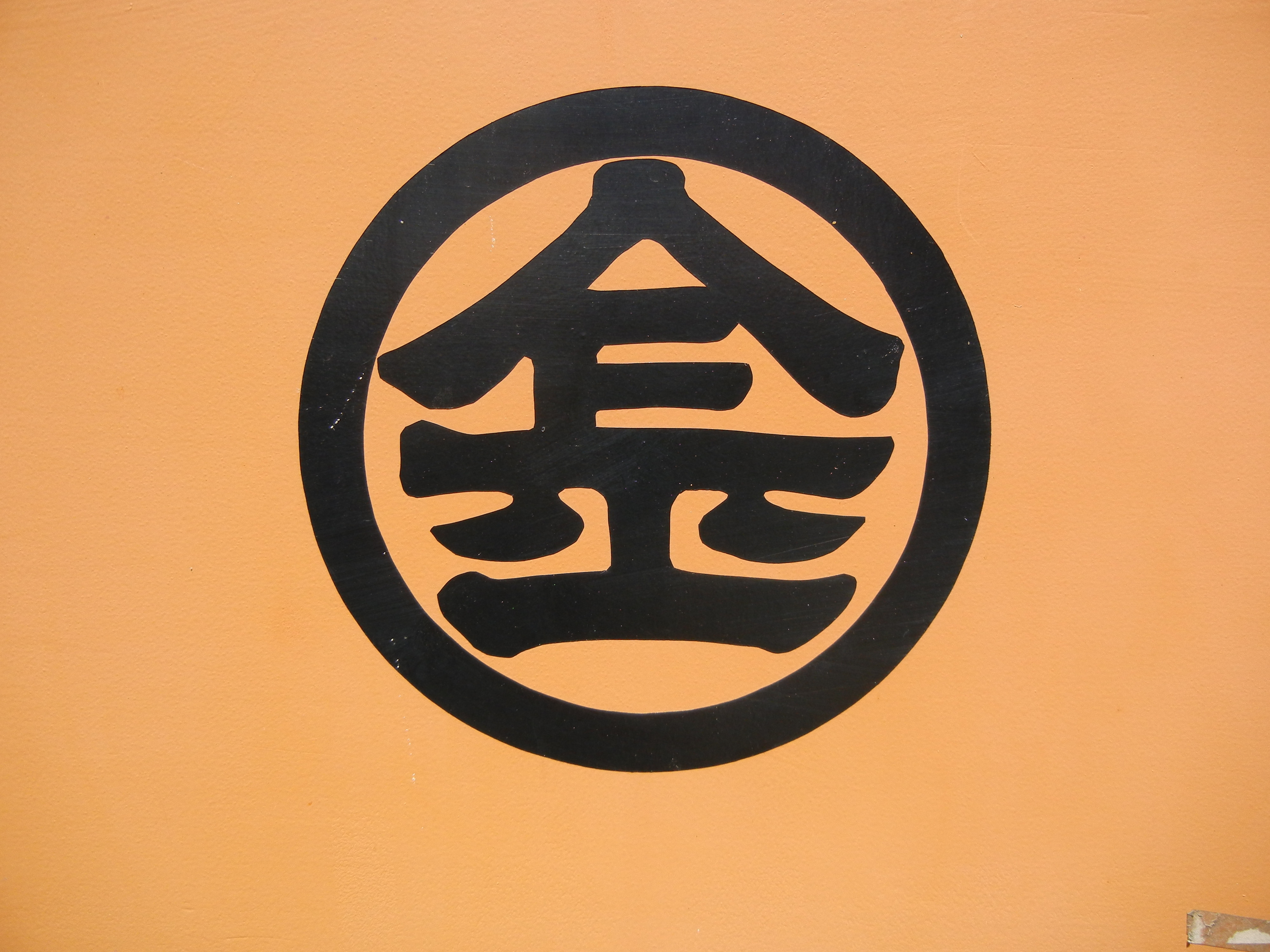
金刀比罗宫的圆圈内“金”字纹章。

江户时代初期，松尾寺别当宥盛从大和国招请工匠，制作印有神社印记（圆圈中一个“金”字，形如“㊎”）的团扇，提供给参拜者作为土产。在这一时代金刀比罗宫的信仰得到了推广。
江户时代中期，信仰开始在全国的庶民中流行，各地都发起了金毗罗讲，“金毗罗参”蔚然成风。这一时代，金毗罗参的盛行程度仅次于伊势神宫的御蔭参。当时的作品中也多有描写，如《东海道五十三次》中的“沼津”中出现了金毗罗参者的背影，滑稽本《东海道中膝栗毛》中有主人公弥次与一个金毗罗参者装扮的男子比赛吃馒头（日式点心）的情节。
江户时代晚期，名为《金毗罗船船》的民谣形成。

### 明治以降
明治元年（1868年），因神佛分离令的缘故，成为神道的神社，改称为金刀比罗宫，主祭神定为大物主神，崇德天皇被祭祀于相殿。同年9月13日成为敕祭神社。而象头山松尾寺金光院被撤除，原本于寺内敬奉的金刚院宥盛被改称严魂彦命，后于1905年迁座于现在的奥社。之前作为金毗罗大权现的本地佛的本尊十一面观音像不再是信奉的对象，而被作为社宝收藏在观音堂。作为十一面观音的胁侍的不动明王、毗沙门天两座佛像则被象头山松尾寺的末寺万福院的住职宥明迁走，得免于毁弃，之后辗转历经几处，于1882年由冈山市的真言宗寺院西大寺住职光阿劝请，作为金毗罗大权现的本地佛供养至今。至于松尾寺，其法灯由原本的塔头普门院继承，得以复兴。
1871年，在近代社格制度下，该社被列为国币小社。1885年升格为国币中社。

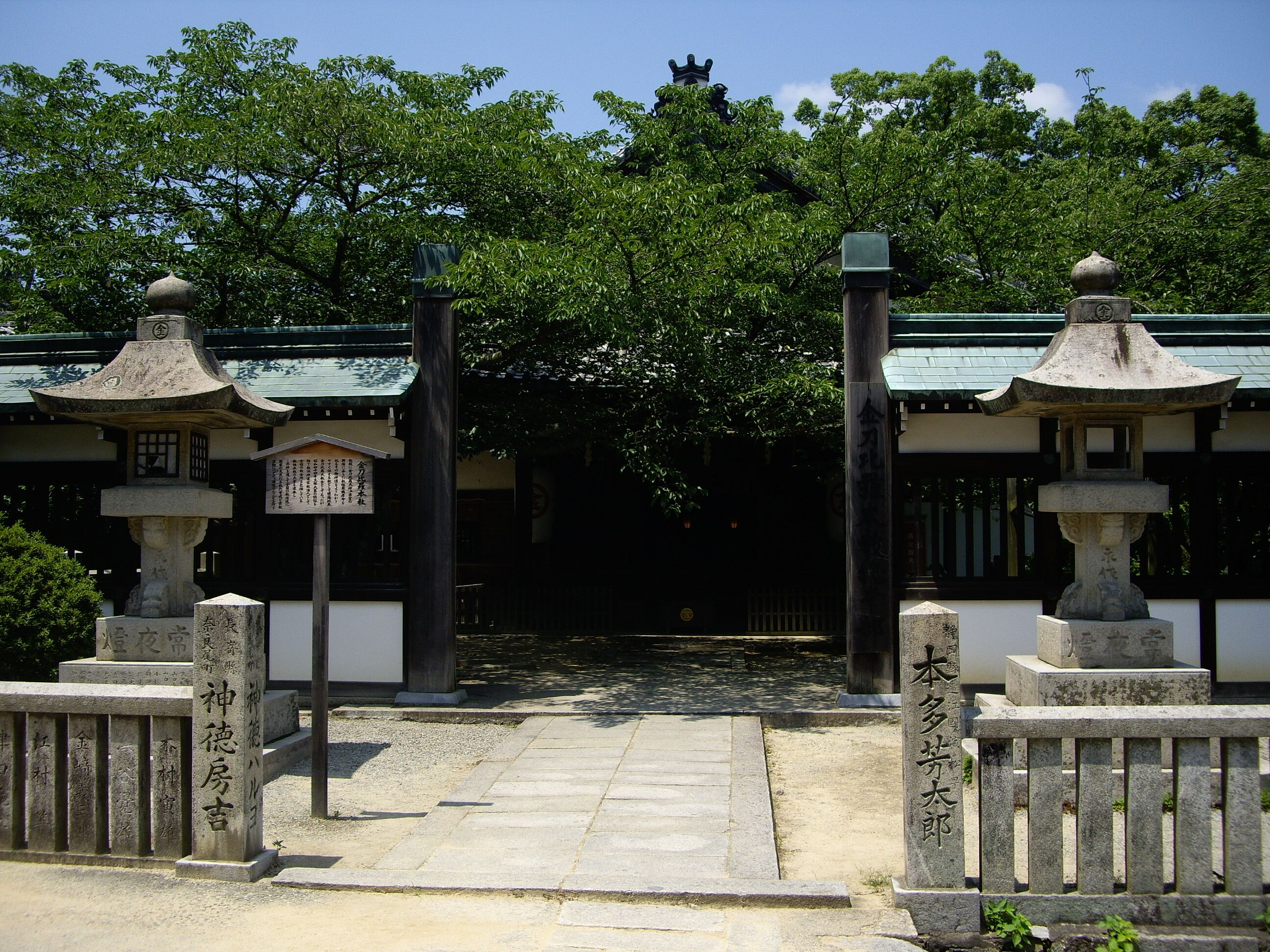
金刀比罗本教总本部

为了将历史上甚为繁盛的金毗罗信仰传承下去，1969年8月5日，宗教法人金刀比罗本教获得设立认可，本社成为金刀比罗本教的总本宫。其总本部在金刀比罗宫的大门左近。虽然金刀比罗本教作为“包括宗教法人”，不归属神社本厅管辖，金刀比罗宫本身是神社本厅的被包括宗教法人，有别表神社的地位，直至2020年6月正式脫離神社本廳。

## 神社境内
神社镇座于象头山山腹，通往本宫的石阶为785级，至奥社则为1368级。

### 本宫
- 本殿 - 1878年重建。桧皮葺、大社关栋造
- 币殿 - 桧皮葺、大社关栋造
- 拜殿 - 桧皮葺、大社关栋造
- 神馔殿 - 入母屋造、桧皮葺
- 北渡殿
- 直所
- 神乐殿
- 神札授与所
- 南渡殿
- 三穗津姫社 - 御別宫。祭神为三穗津姫神。1876年建。
  - 本殿 - 桧皮葺、王子造
  - 中殿 - 桧皮葺
  - 拜殿 - 桧皮葺、大社关栋造
  - 神馔殿
  - 直所
- 祓除殿
- 御炊舍 - 1874年建
- 神库
- 神舆库
- 睦魂神社 - 王子造、铜葺
- 严岛神社 - 入母屋造平入、桧皮葺
- 绘马殿 - 多为祈愿航海安全的绘马。也悬挂有做过安全祈愿的船只、马达的照片。搭乘过联盟号宇宙飞船的宇航员秋山丰宽也敬奉了巨大的绘马。
- 绿黛殿 - 2004年5月竣工、获得了村野藤吾奖（日语：村野藤吾賞）和日本艺术院奖（日语：日本芸術院賞）

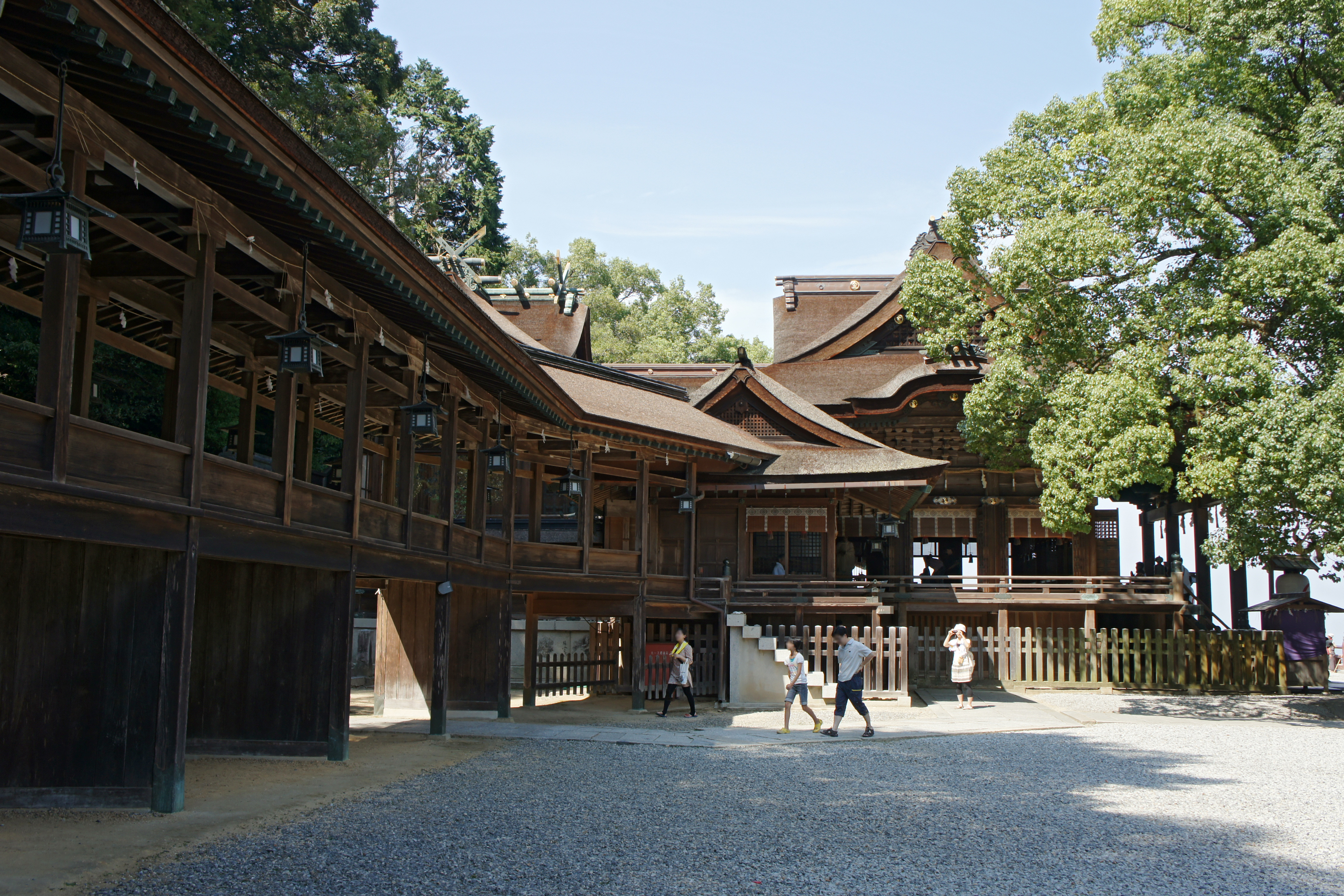
南渡殿、拜殿、本殿、直所
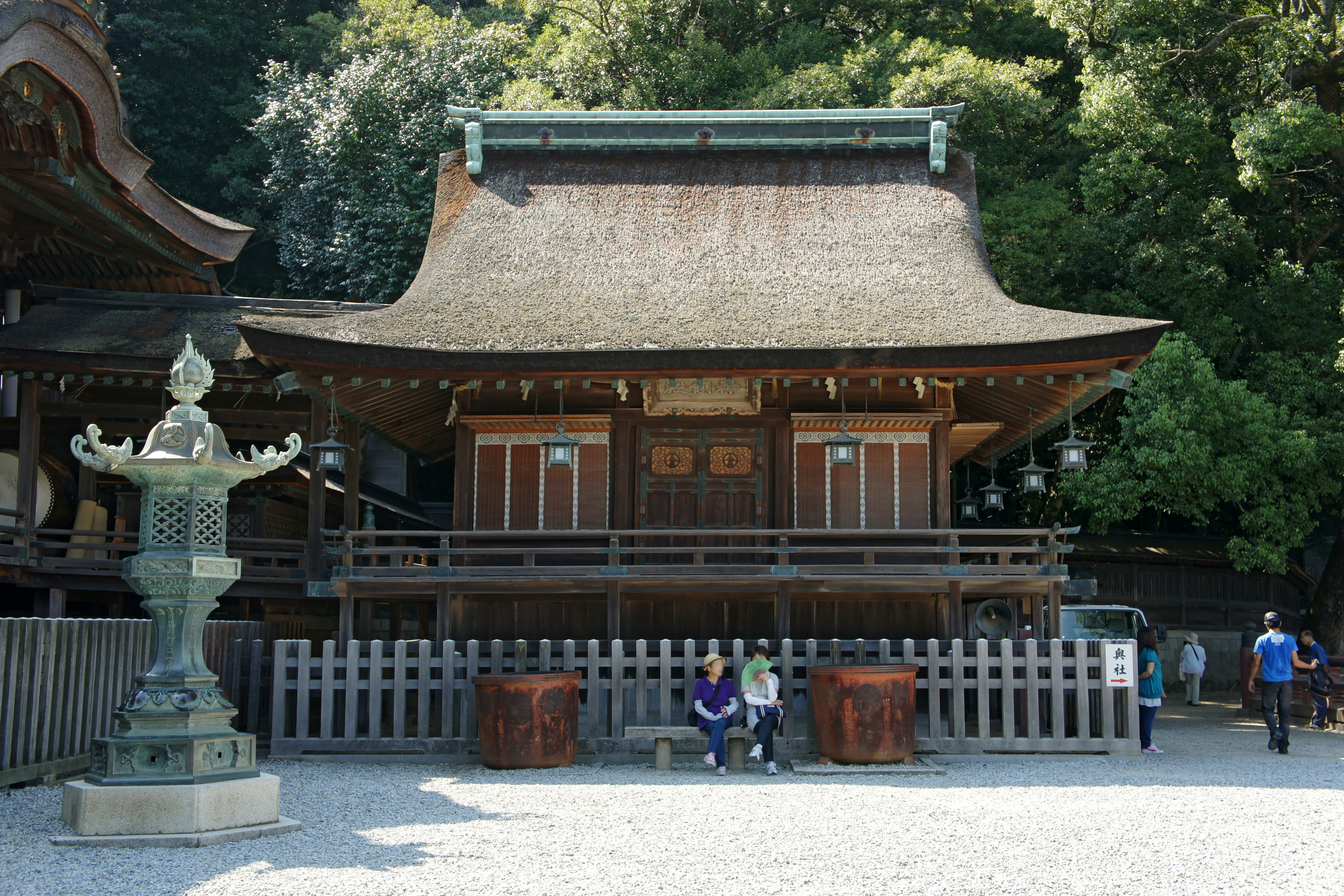
神馔殿・北渡殿
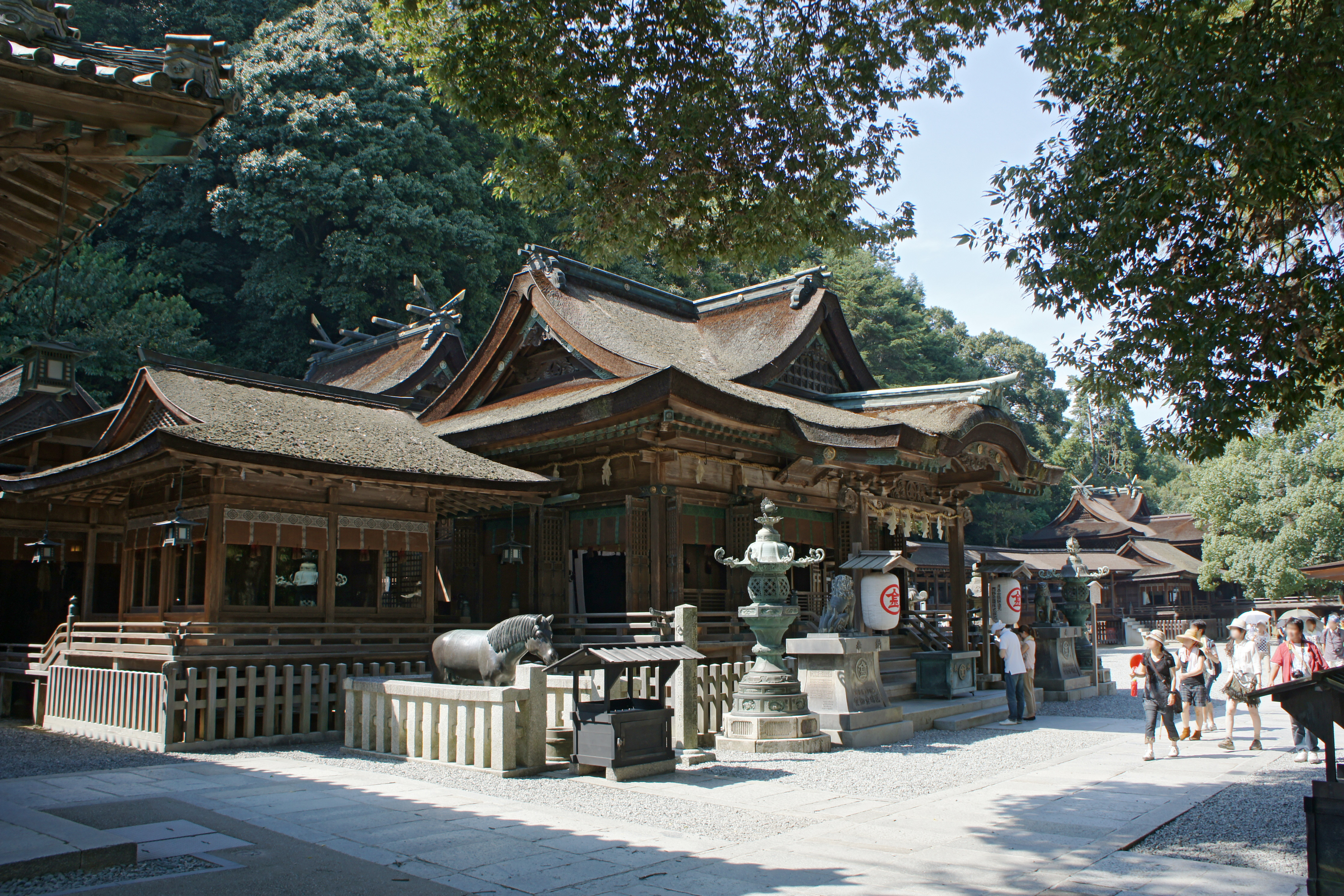
三穗津姫社拜殿
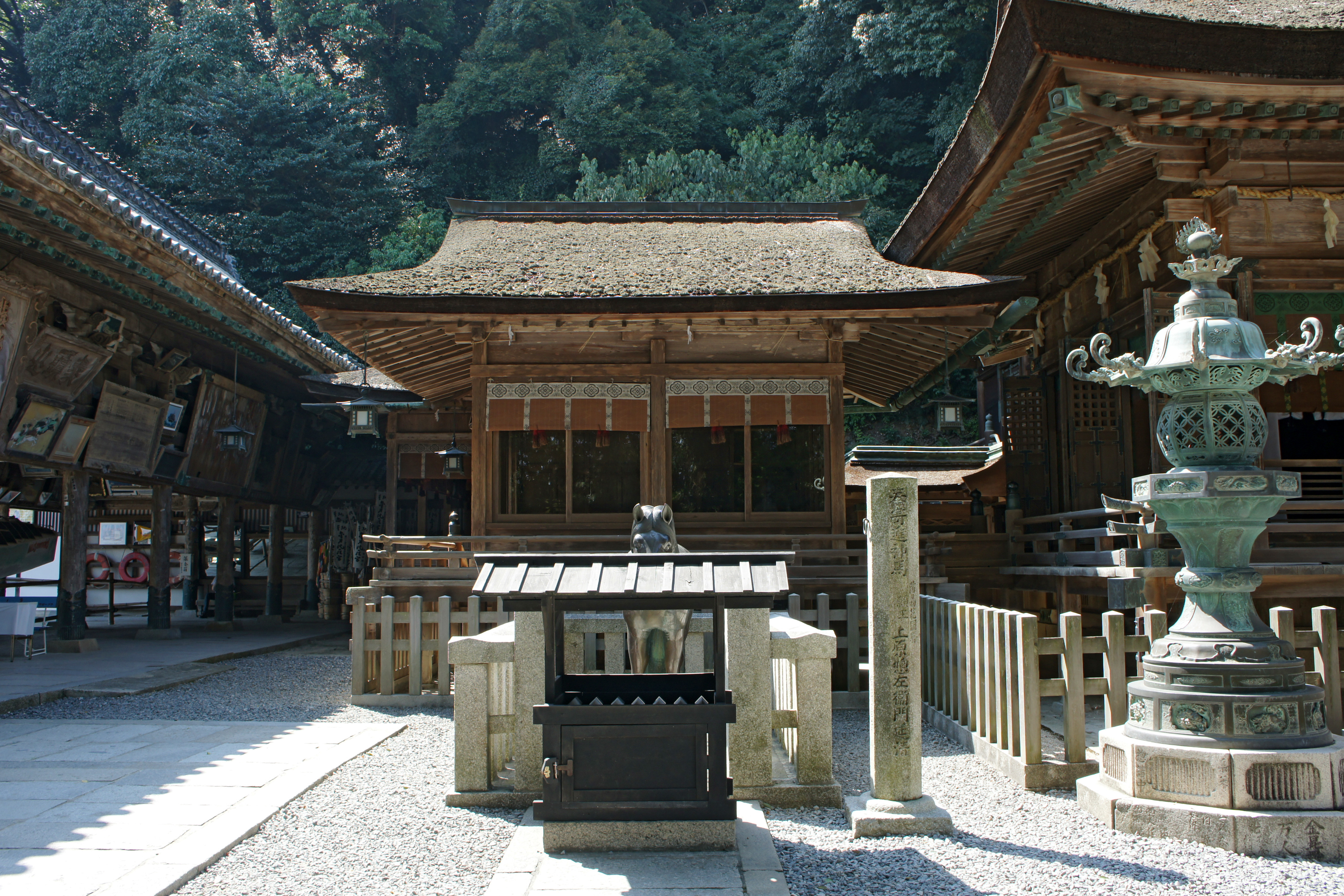
三穗津姫社直所
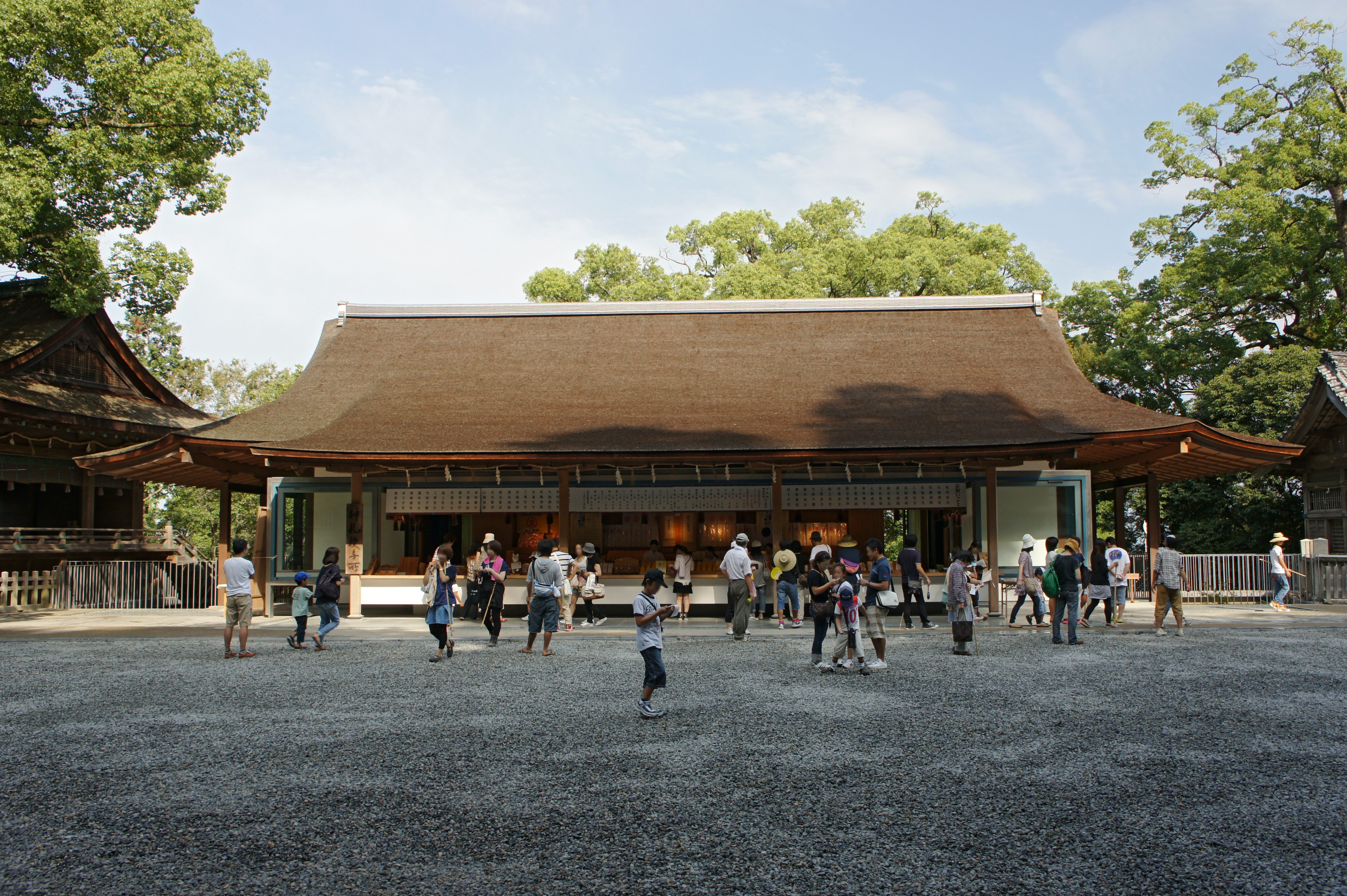
神札授与所
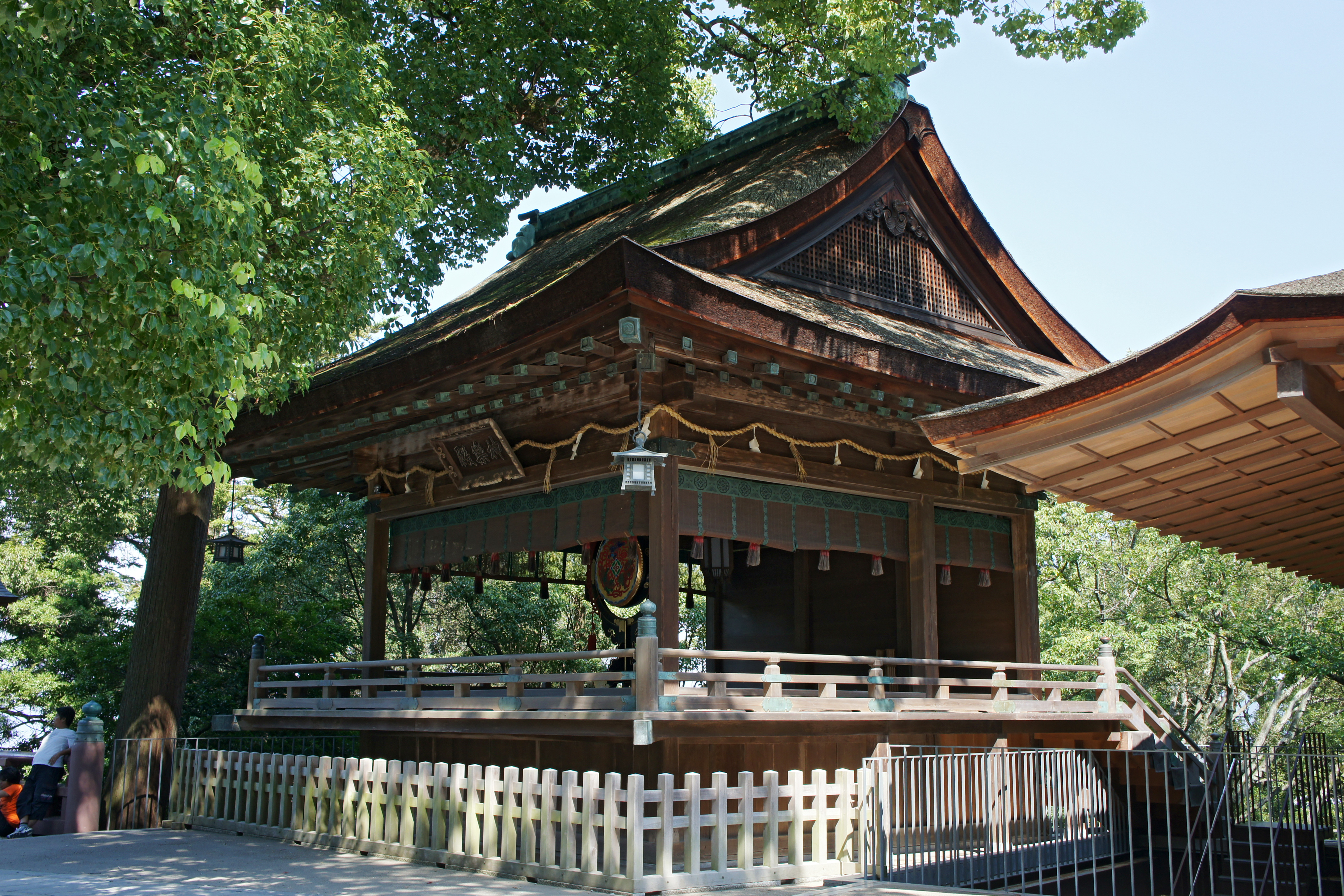
神乐殿
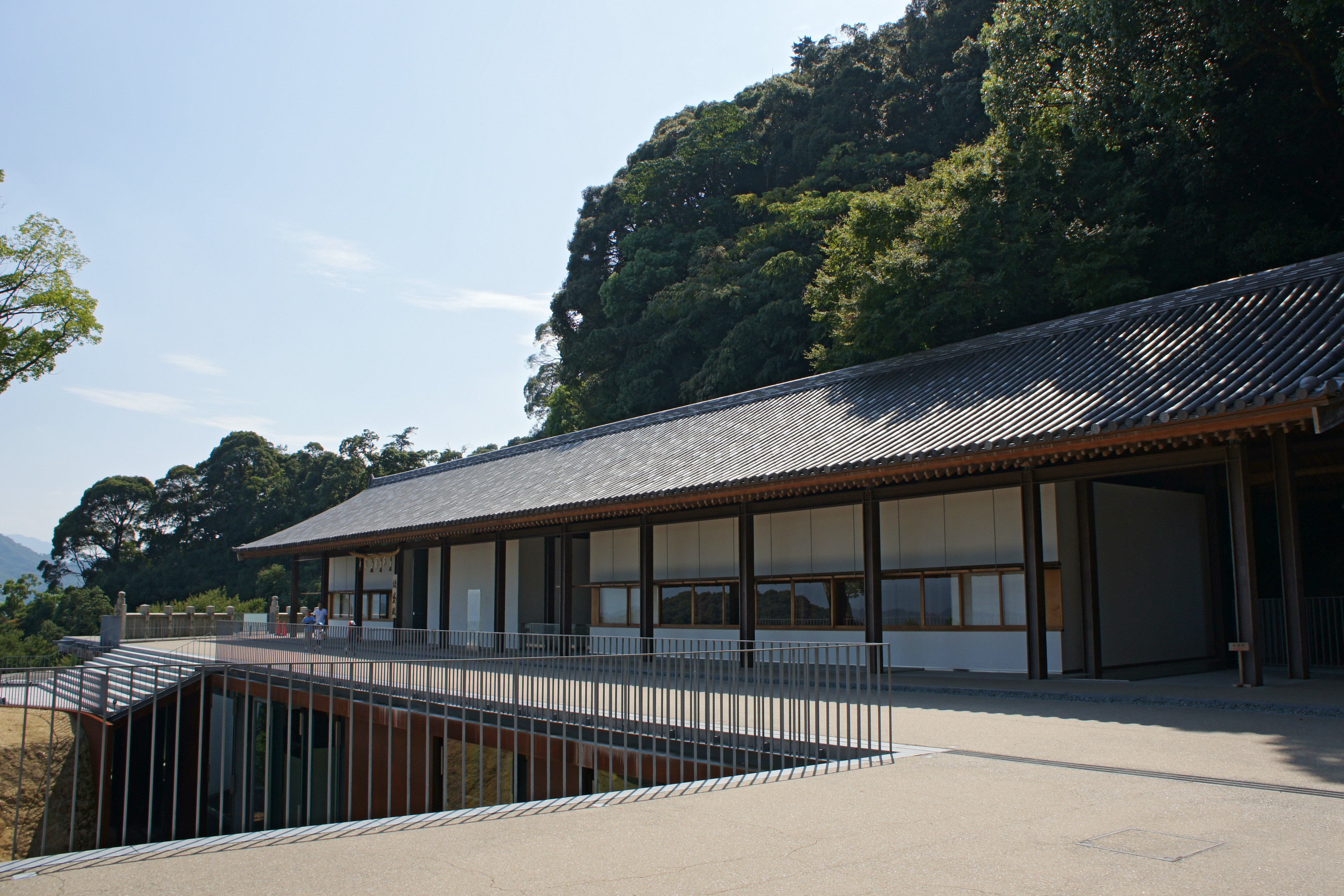
绿黛殿
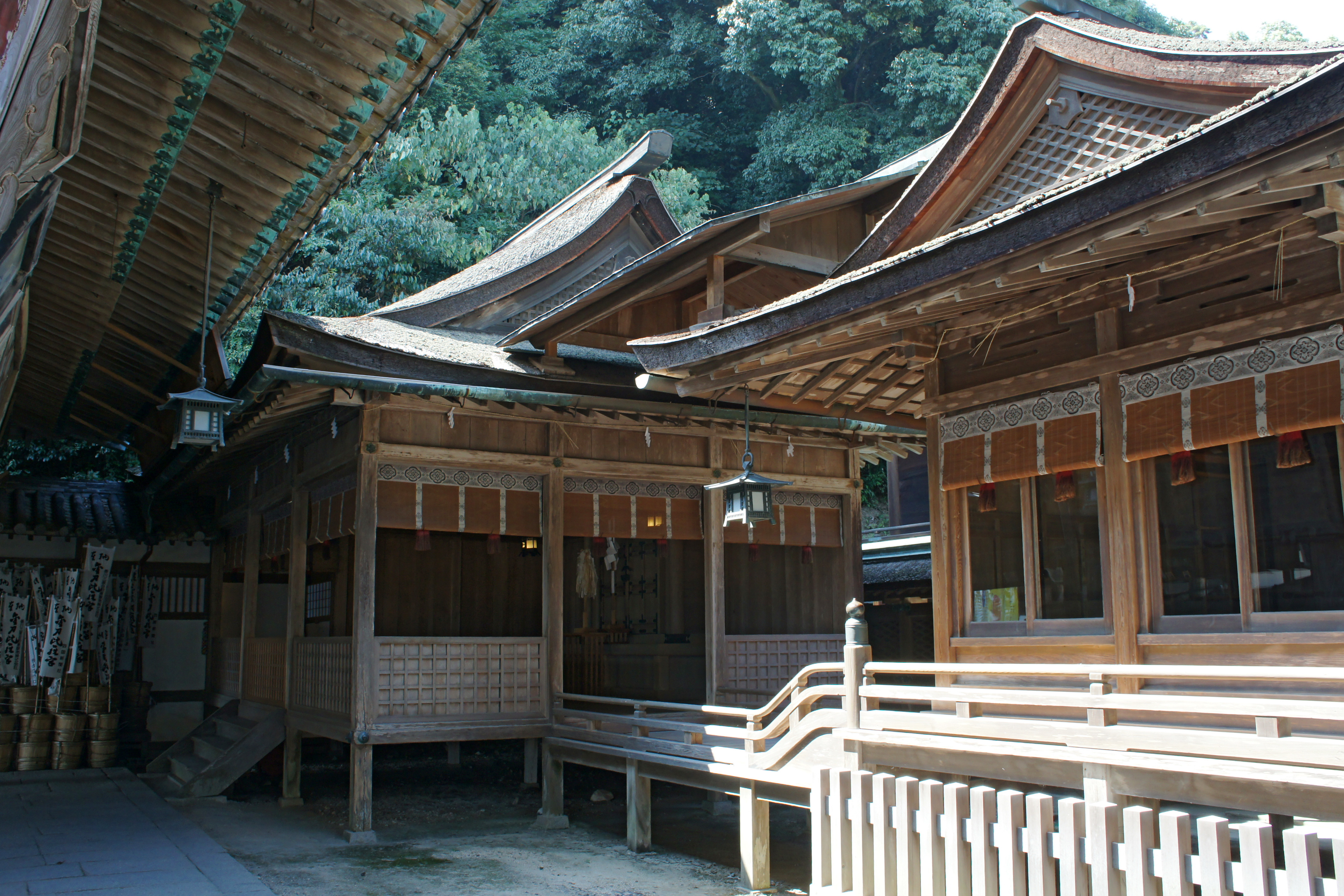
祓除殿
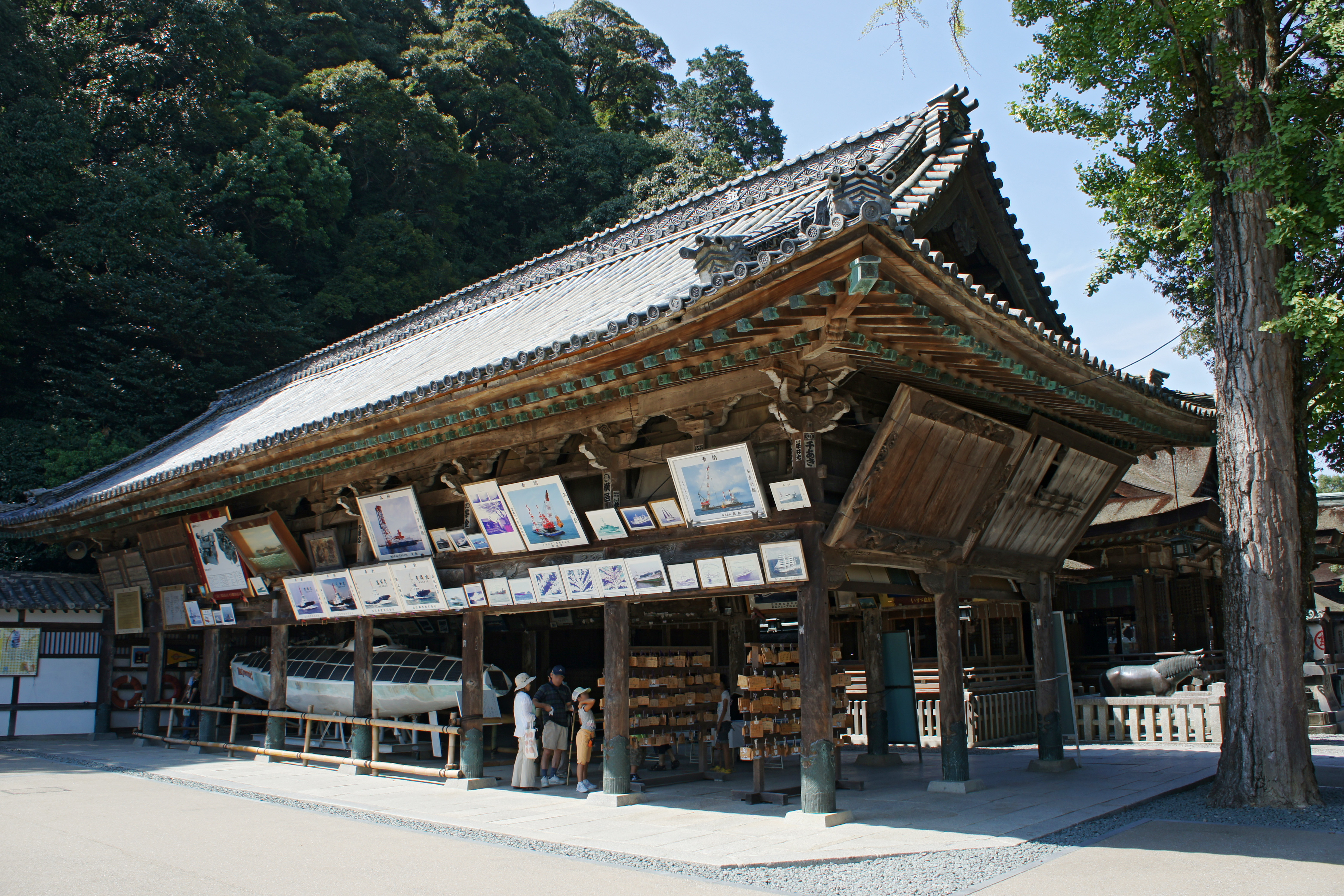
绘馬殿

### 本宫外
- 旭社（重要文化财） - 天保8年（1837年）建造的铜瓦葺二层入母屋造建筑。有很多的雕刻。神佛分离之前是松尾寺的金堂。
- 回廊 - 连接旭社。1854年建，1901年改造。
- 大山祇神社
- 御年神社
- 大门 - 有栖川宫炽仁亲王书“琴平山”的牌匾。门内有获得特许在神社境内营业的“五人百姓”，贩售加美代饴。
- 宝物馆（登录有形文化财） - 1905年建造的石造、二层的宝物馆。
- 高桥由一馆 - 近代西洋画家高桥由一的个人美术馆。
- 御厩
- 着見橹
- 书院
  - 社务所
  - 四脚门（重要文化财）
  - 表书院（重要文化财） - 万治2年（1659年）建造的书院造建筑。
  - 奥书院（重要文化财）
- 祓户社
- 火雷社
- 贤木门
- 真须贺神社
- 事知神社
- 严魂神社 - 奥社。位于1368级石阶的顶端。
  - 本殿 - 桧皮葺、流造
  - 拜殿 - 桧皮葺、入母屋造
  - 御守所
  - 向唐門 - 绘皮葺
  - 威德岩
- 常磐神社
- 白峰神社
  - 本殿 - 流造
  - 拜殿 - 入母屋造
  - 御守所
- 菅原神社

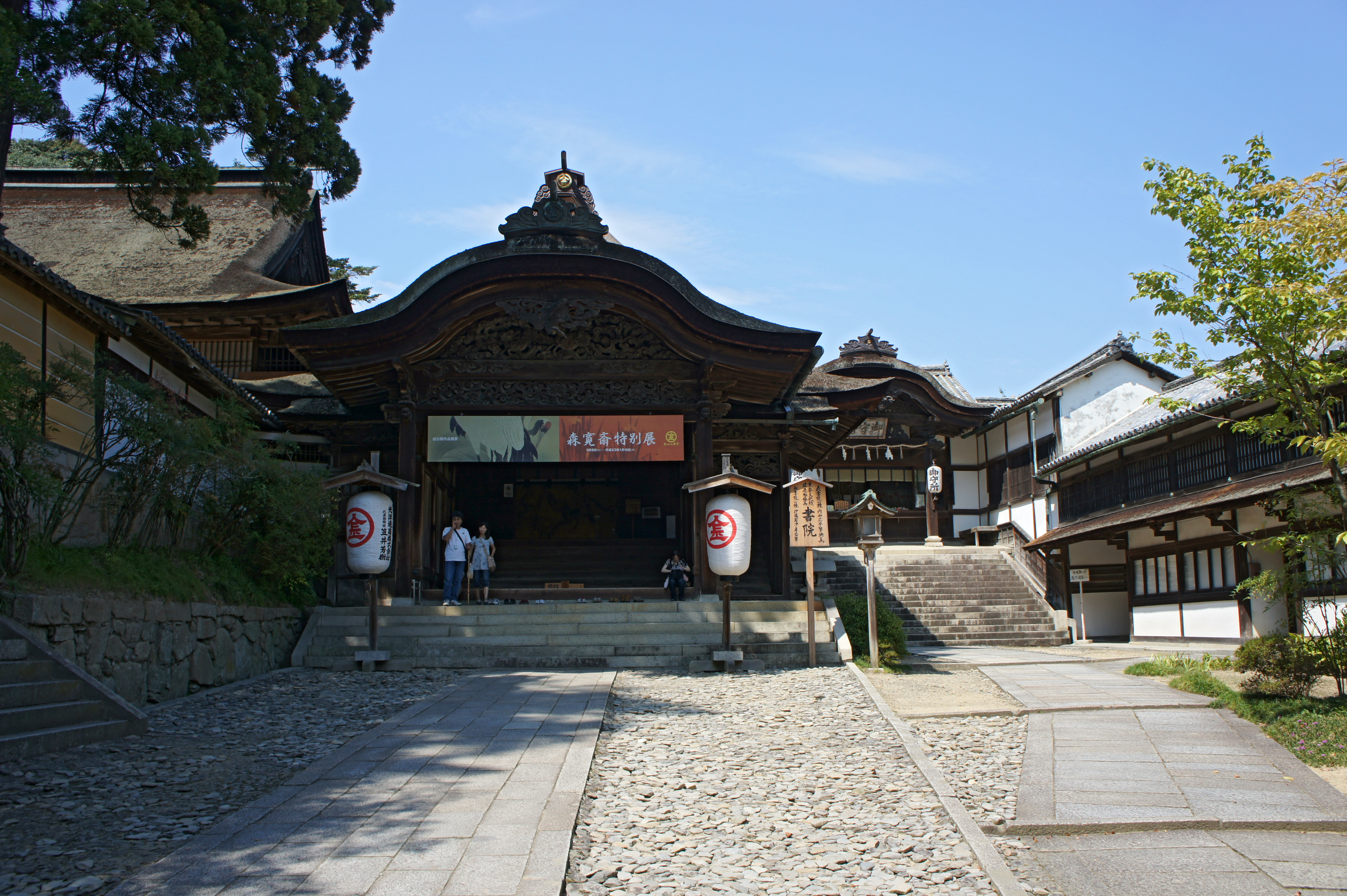
书院 玄关
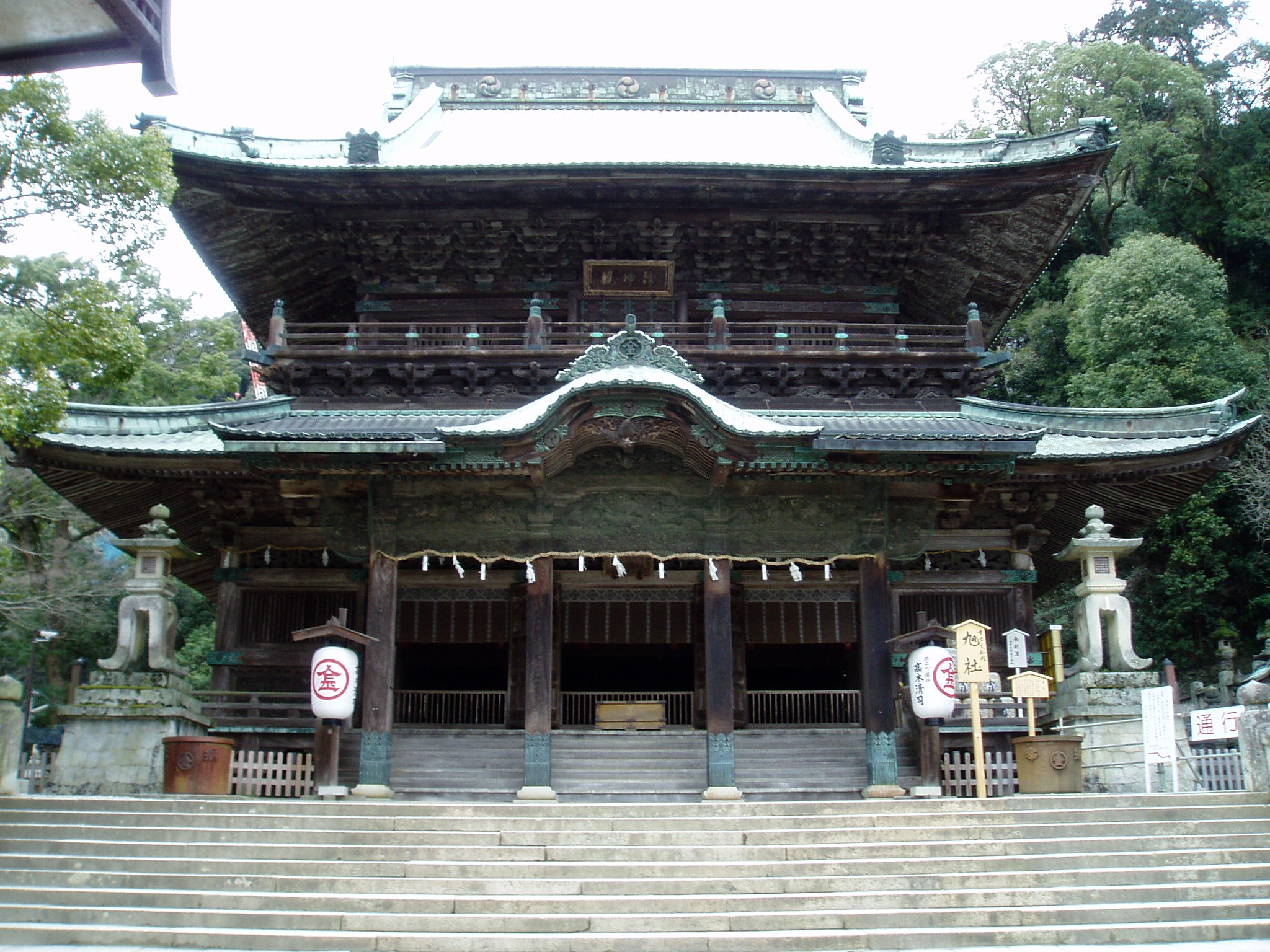
旭社
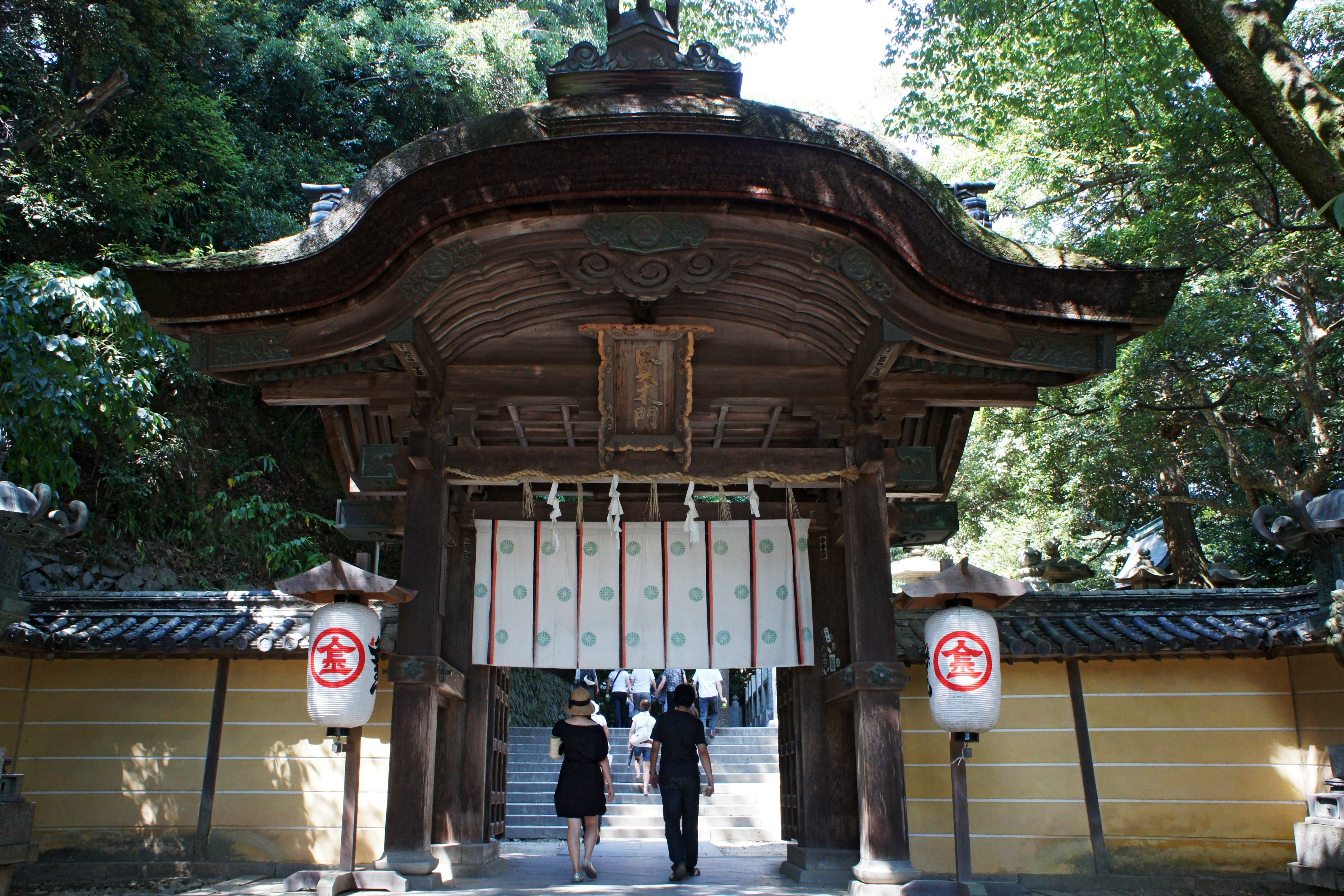
贤木门
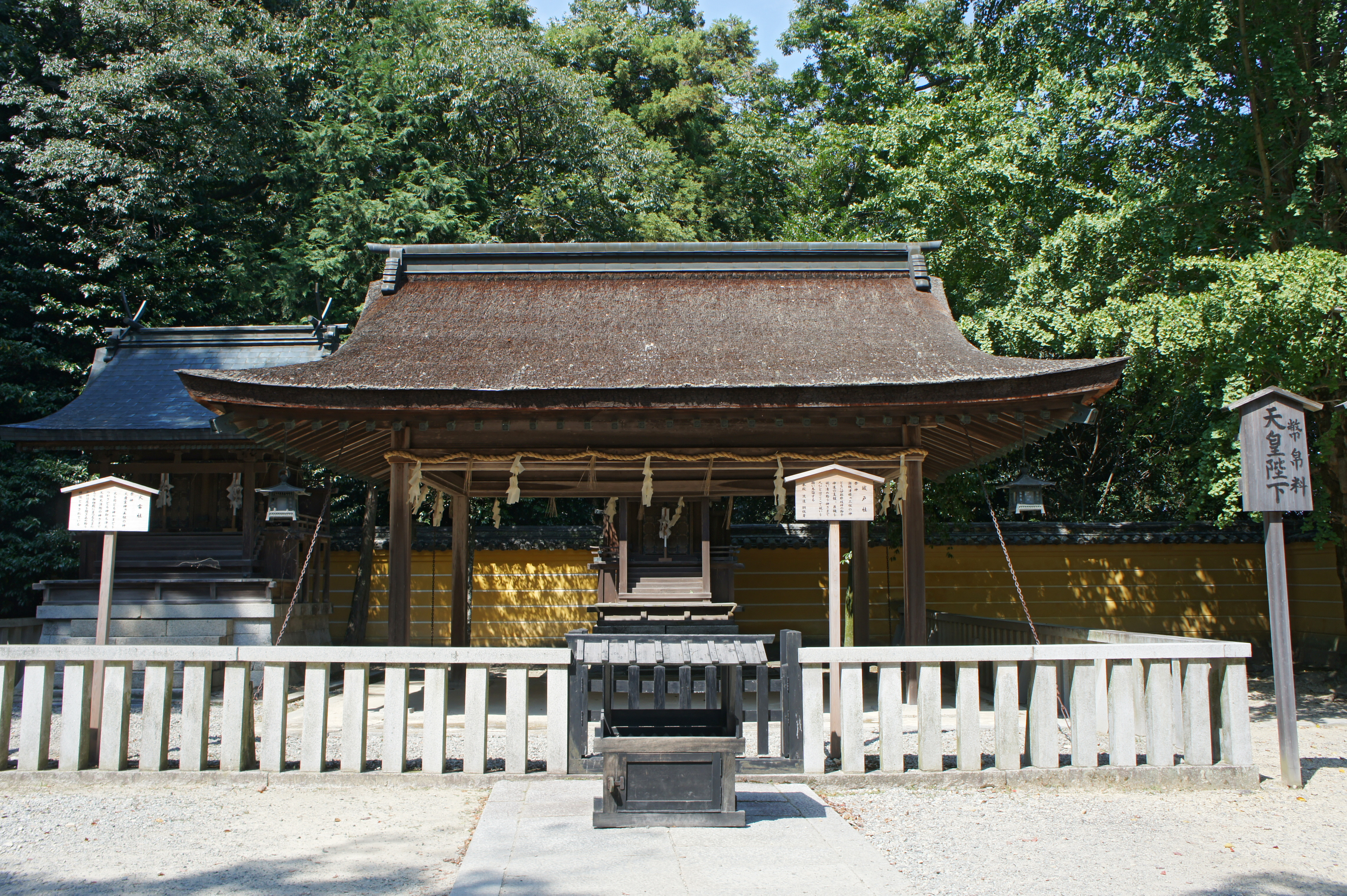
祓户社
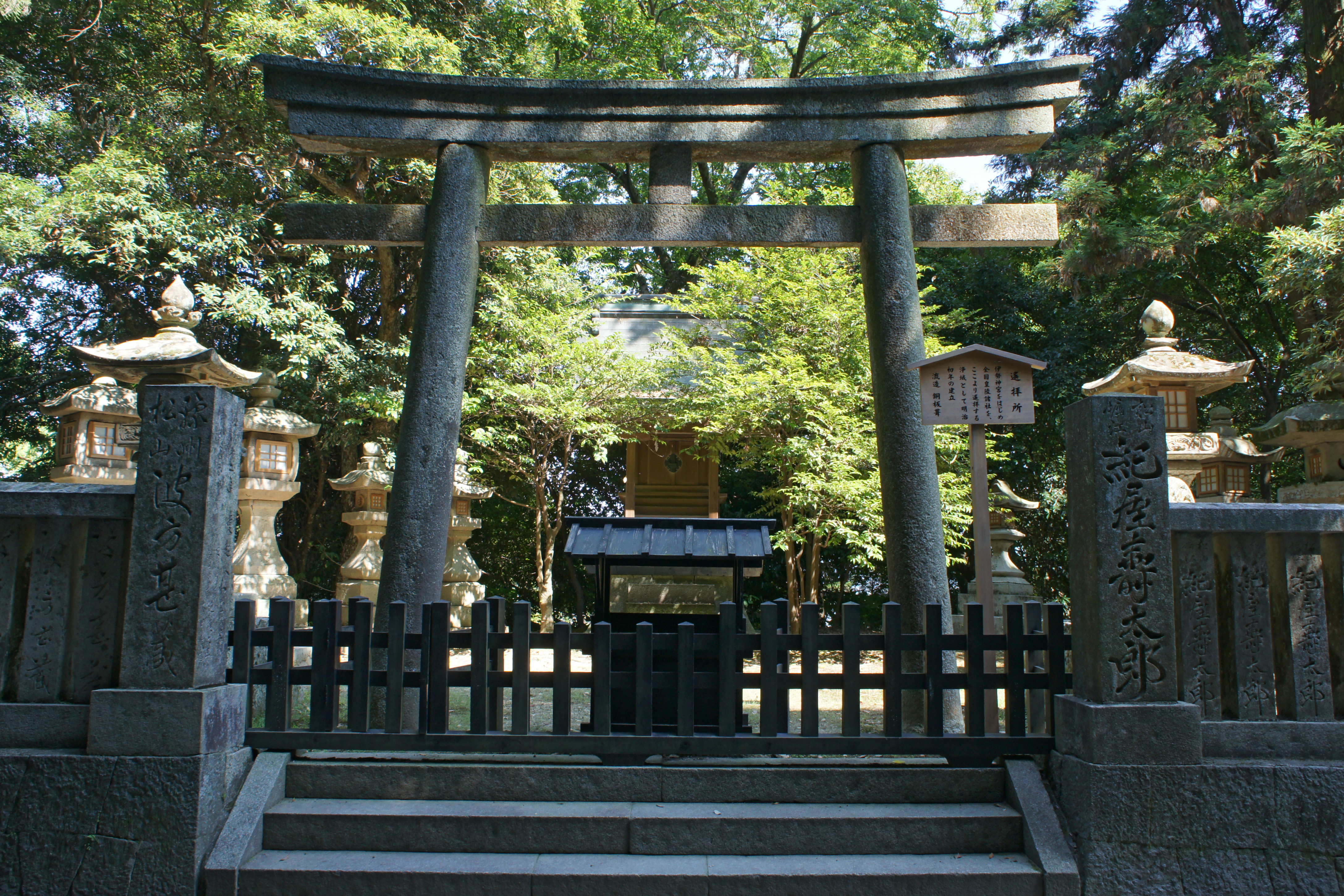
遥拜所
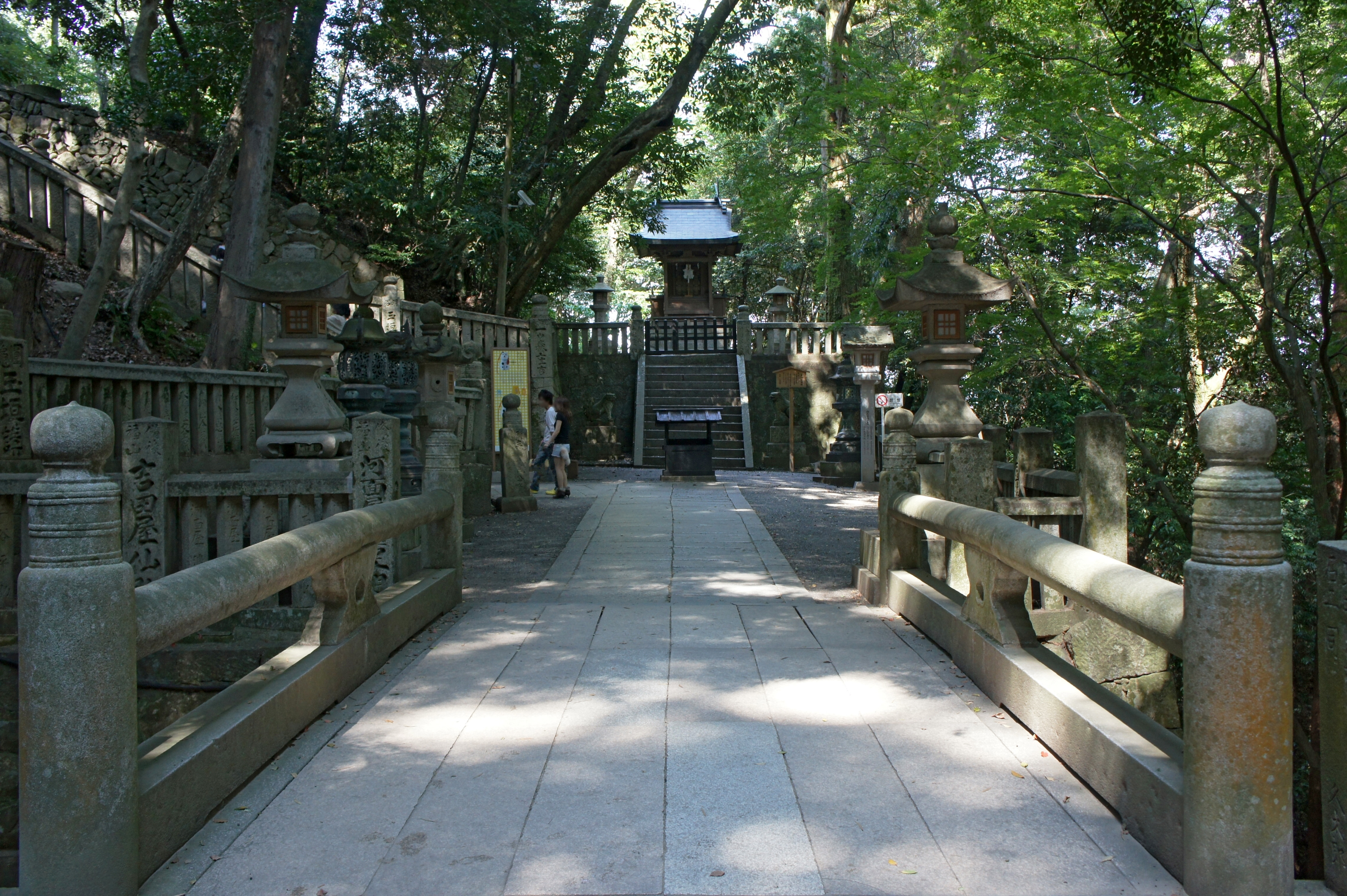
连篱桥、真须贺神社
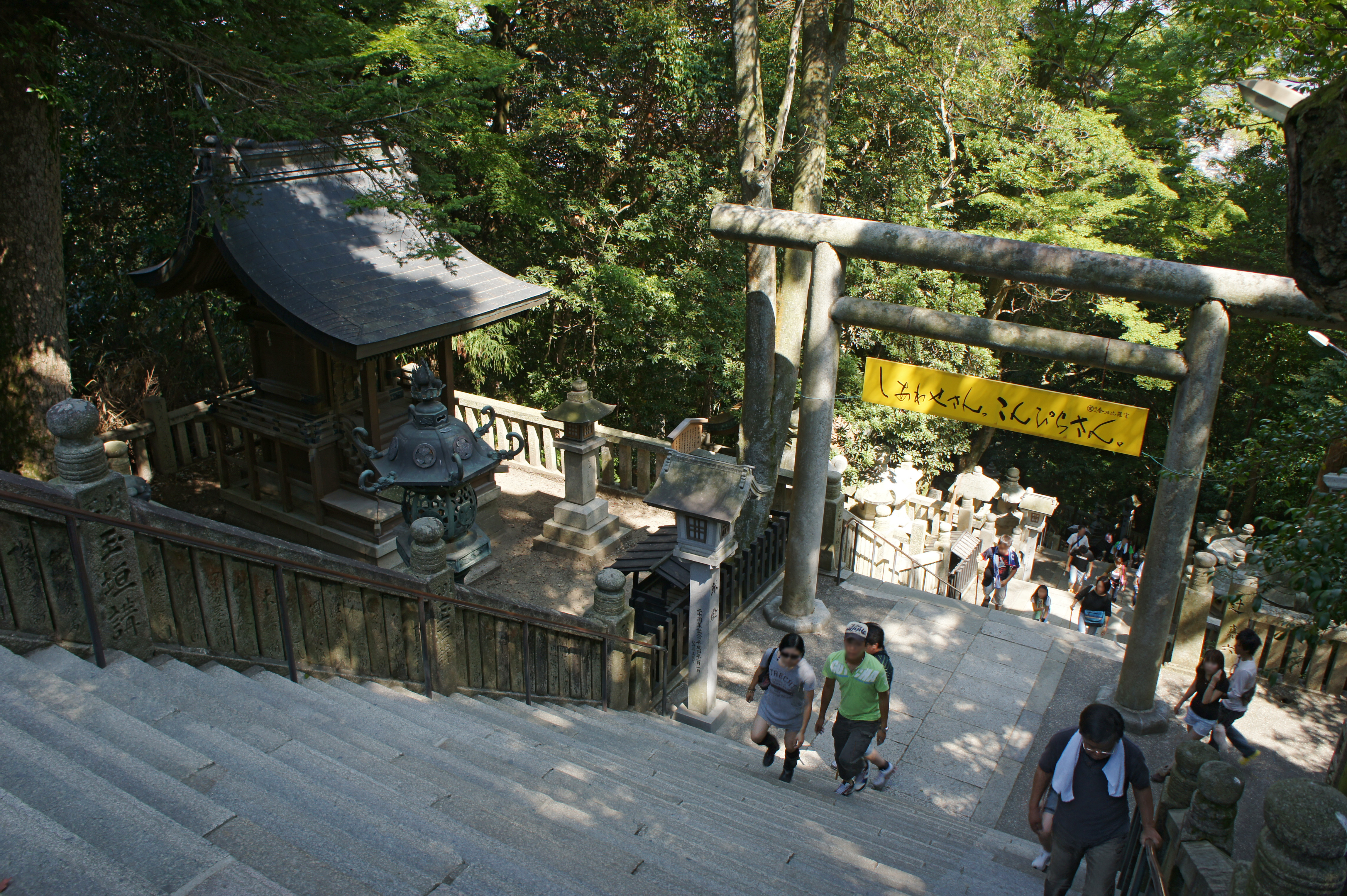
御前四段坂、事知神社
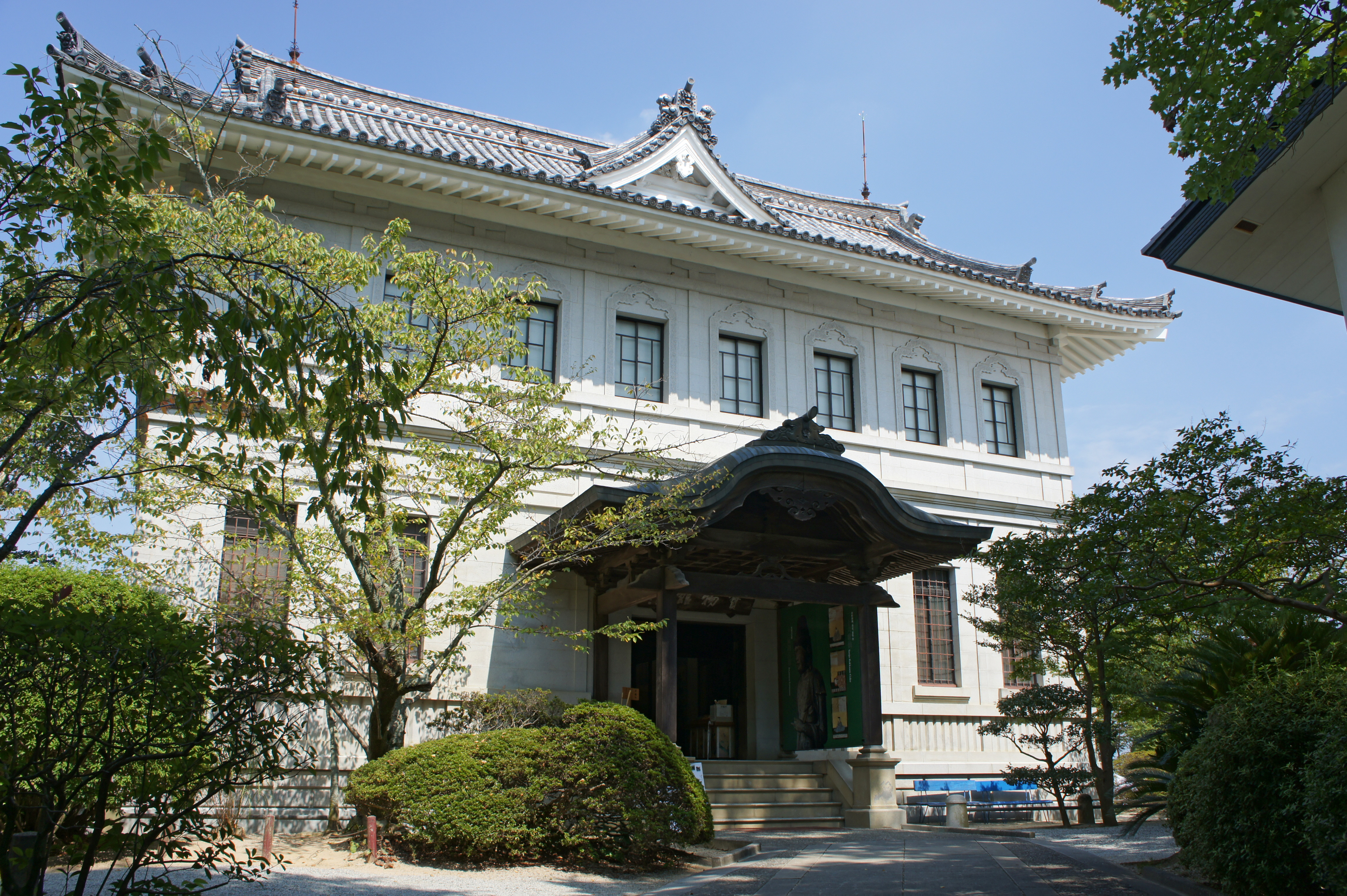
宝物馆
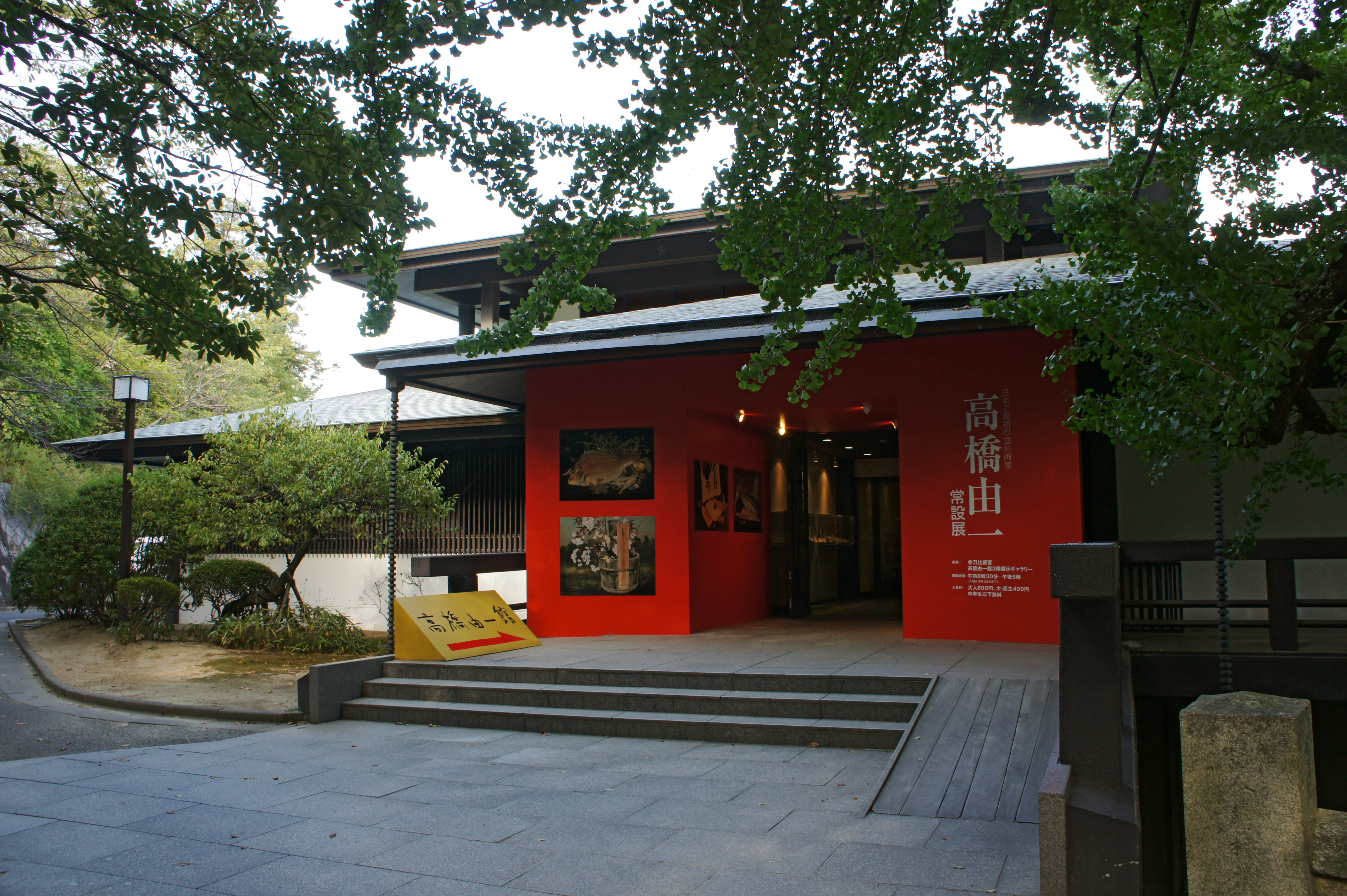
高桥由一馆
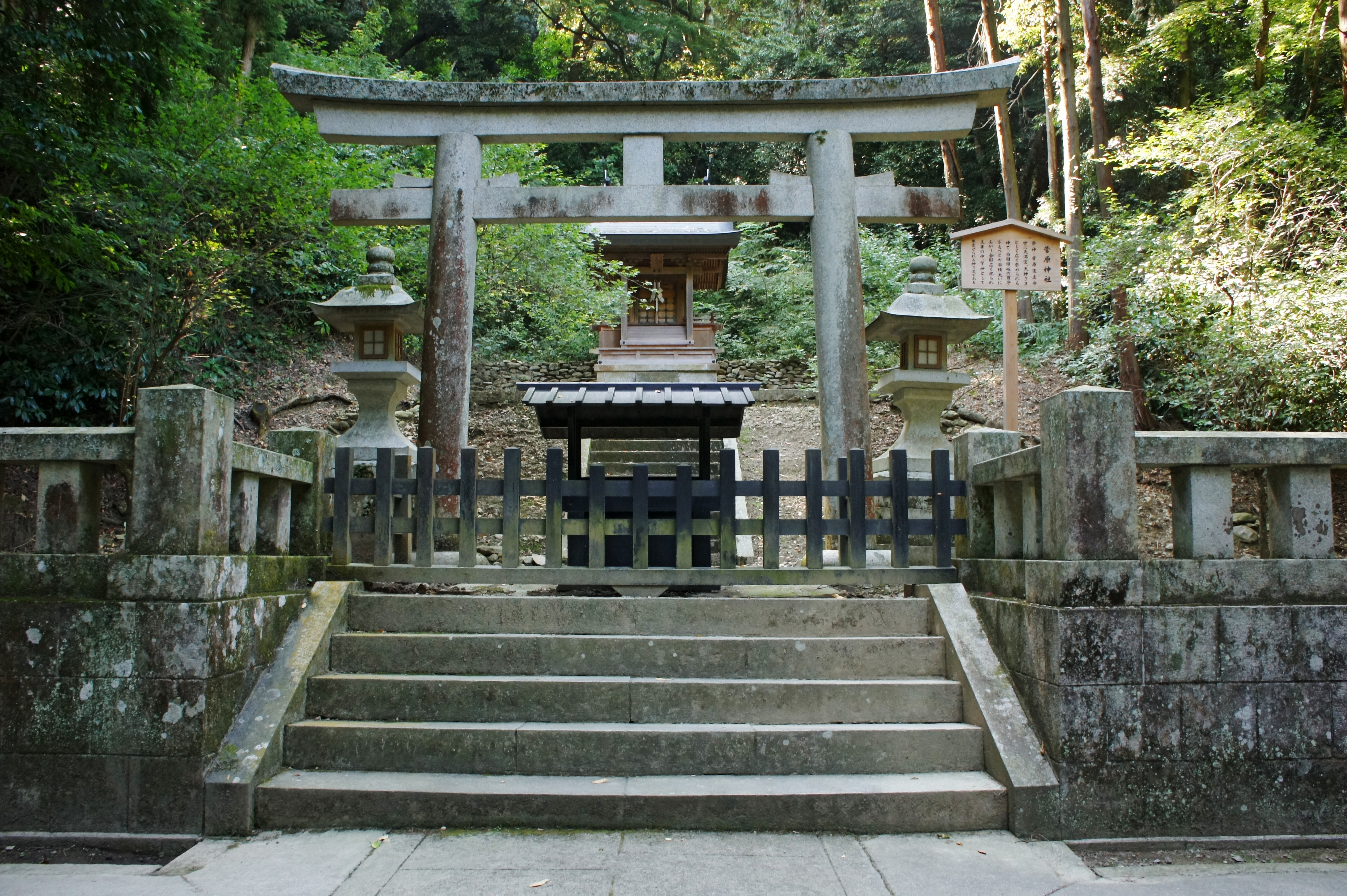
菅原神社
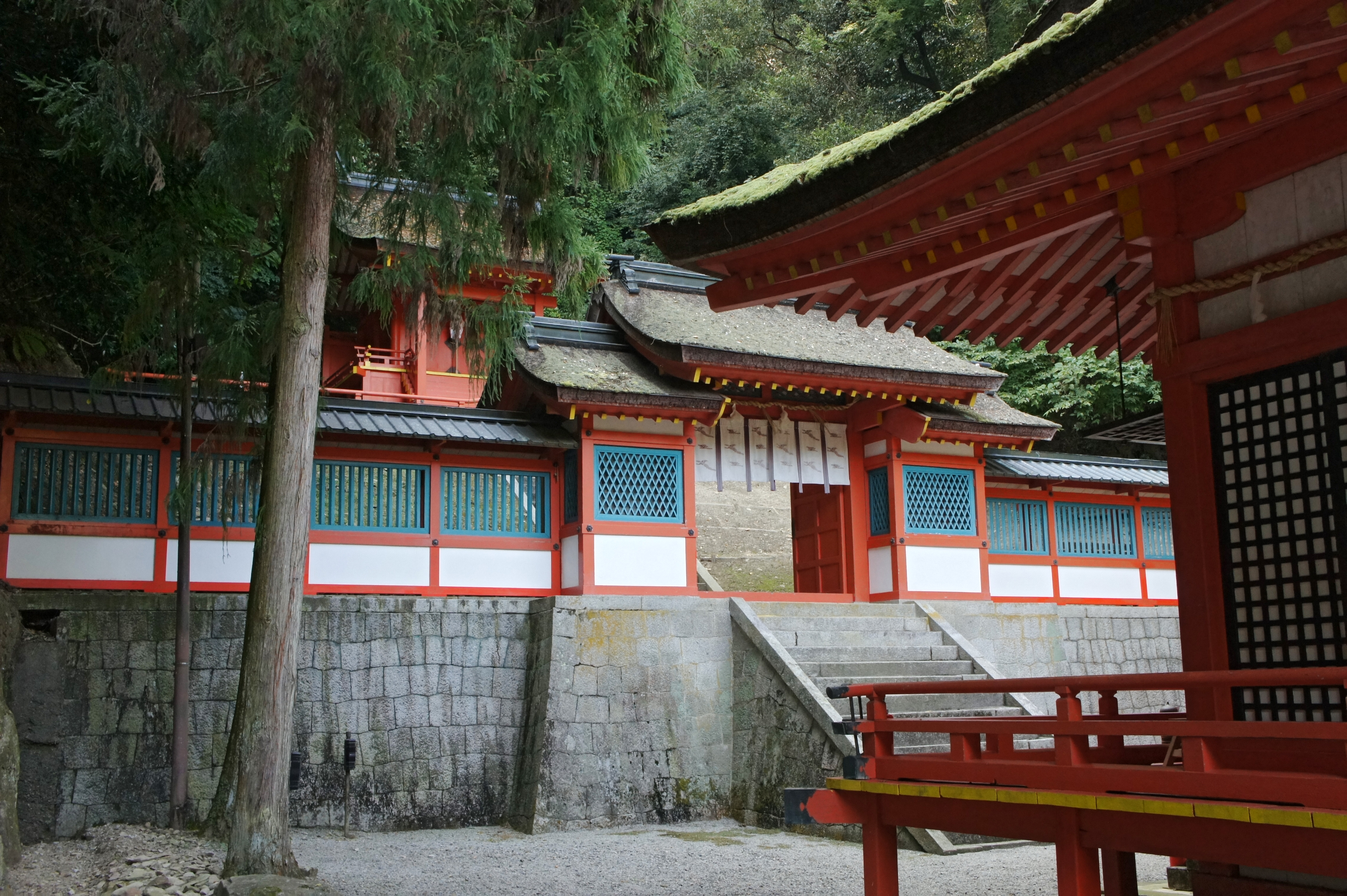
白峰神社
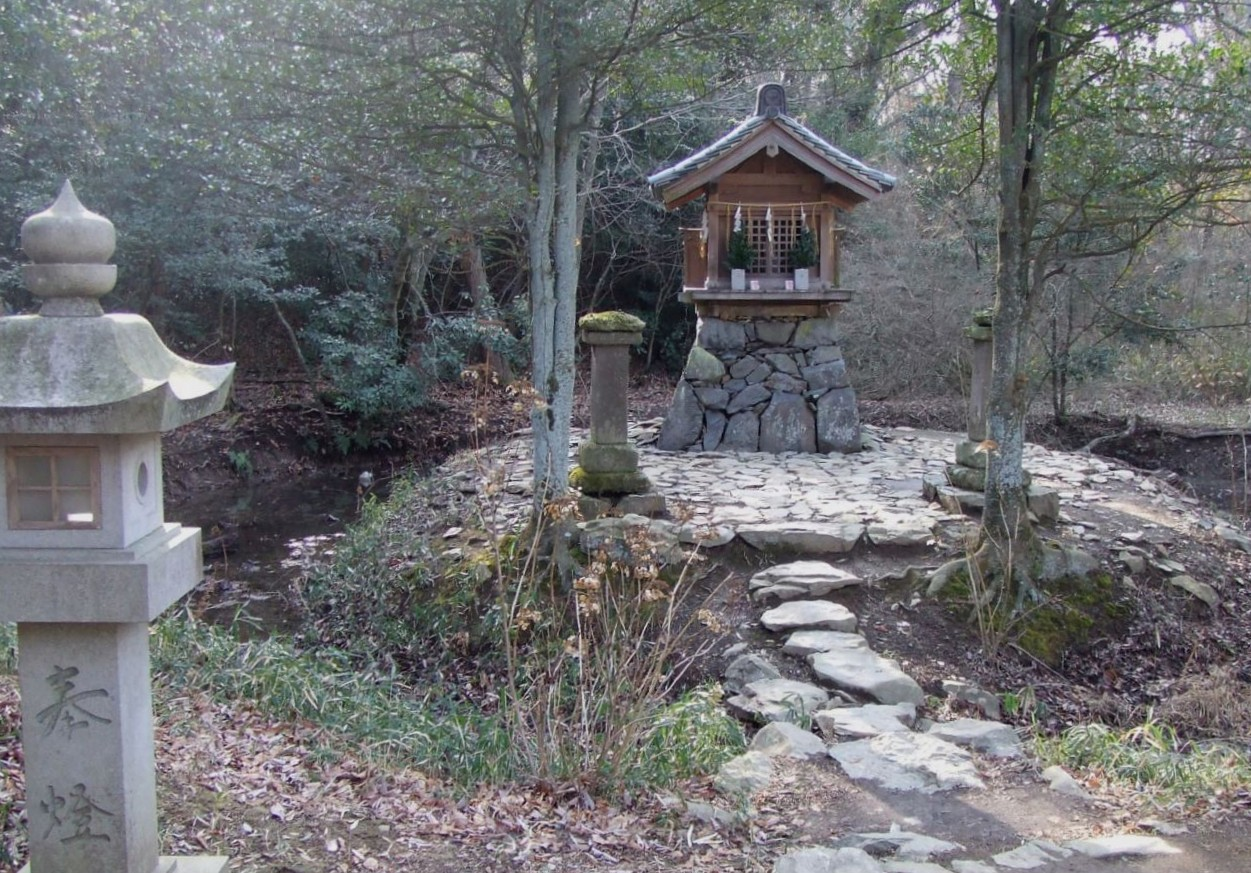
山顶的龙王社
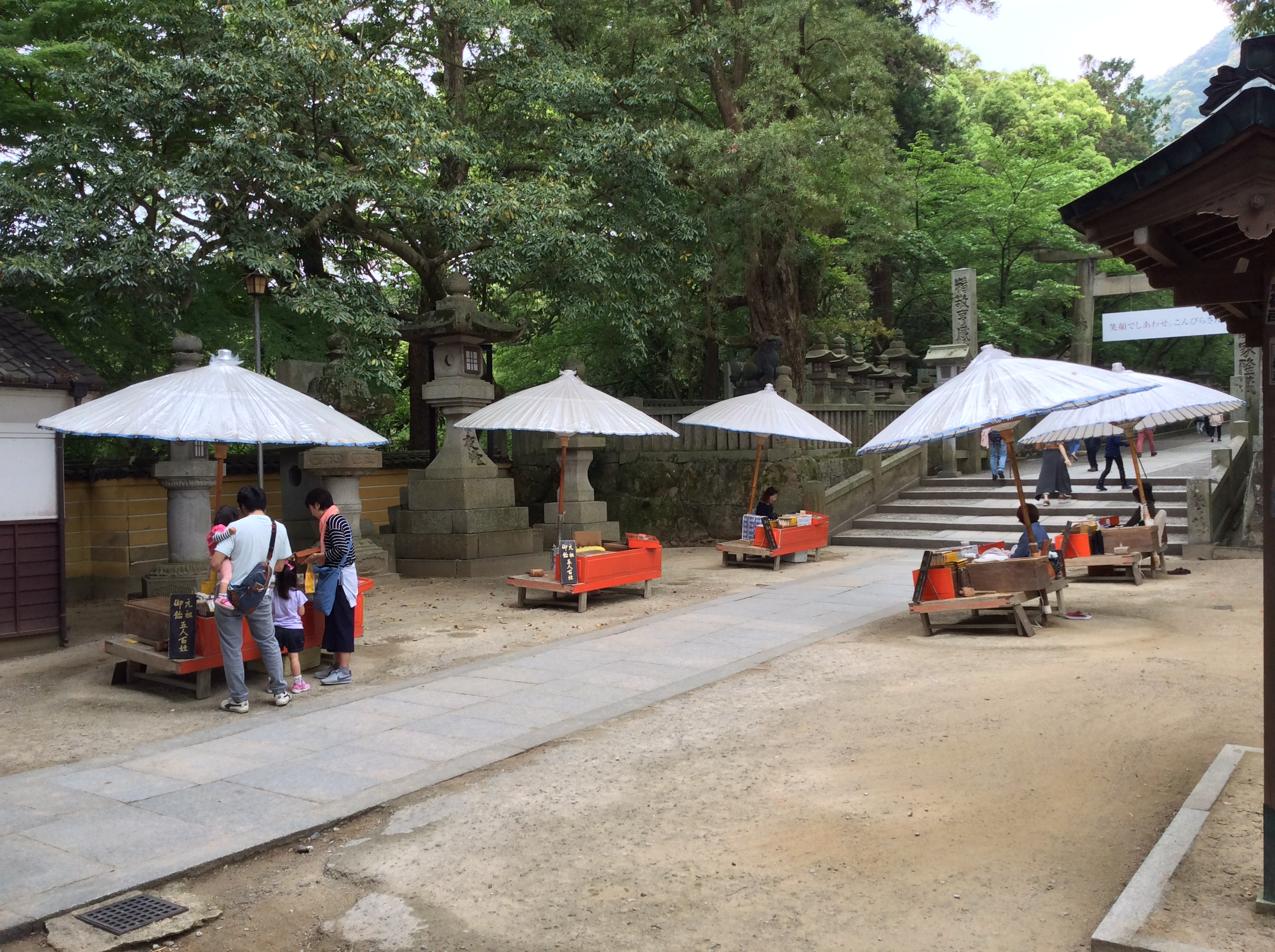
贩售加美代饴的“五人百姓”

## 境外
作为门前町的琴平町有很多土产店。参道在江户时代称作金毗罗街道，有大量的石灯笼。丸龟港和多渡津港作为参道的入口得到了发展。
- 山脚下有“驾笼的士”即抬轿子的服务，可以将参拜客送至大门。但大门内至本殿必须步行，因此高龄参拜者等做计划时需要考虑体力。婴儿车也无法使用，必须自己抱持着上山。门前町的土产店门口可以免费借用手杖。
- 鼓楼 - 在参道途中、大门附近。至今也在早晚鸣响报时鼓。因为建筑类似城堡，也被称为琴平城。
- 舊金毘羅大芝居（重要文化财） - 又称金丸座。建于天保7年（1836年），位于参道附近，是日本现存最早的芝居小屋。
- 鞘橋（登录有形文化财） - 位于门前金仓川的桥梁。因为是一座木造拱桥并且上有铜葺唐破风的屋顶，外观类似日本刀的刀鞘而得名。由于洪水而曾多次重建。现在的桥是在1869年由阿波国鞘桥讲捐献的。仅在例大祭时使用。
- 高灯笼 - 位于琴電琴平車站旁边。
- 金毗罗讲灯笼 - 江户时代由江户的商人捐献的石灯笼，现存一具，位于丸龟港，因捐献者的名字而得名太助灯笼。
- 金陵之乡 - 琴平的造酒店铺金陵在参道边设置的日本酒资料馆。陈设有江户时代酿酒的工具。
- 旧伊豫土佐街道（金毗罗街道） - 过去连接土佐、伊豫和赞岐的主要街道。牛屋口至参道间曾经十分繁荣，路旁有大量的石灯笼，至大正时代后期仍然灯火长明。但时过境迁，随着国道等其他道路的建设，逐渐衰退，一部分石灯笼也被盗走。现在只剩鸟居和一些石灯笼。当地人也基本只在一月参拜时使用。广谷墓所位于街道途中，葬有历代金毗罗大权现的别当（日语：別当）。
- 牛屋口 - 金刀比罗宫的南入口。位于象头山南侧，有鸟居和灯笼，在金毗罗街道的末端。幕末时代，坂本龙马、中冈慎太郎等脱藩者以及高杉晋作等人常于金毗罗街道往来。因此在牛屋口为了观光的目的设置了坂本龙马的塑像。从牛屋口到本宫、绘马殿附近有道路，但不对外开放。

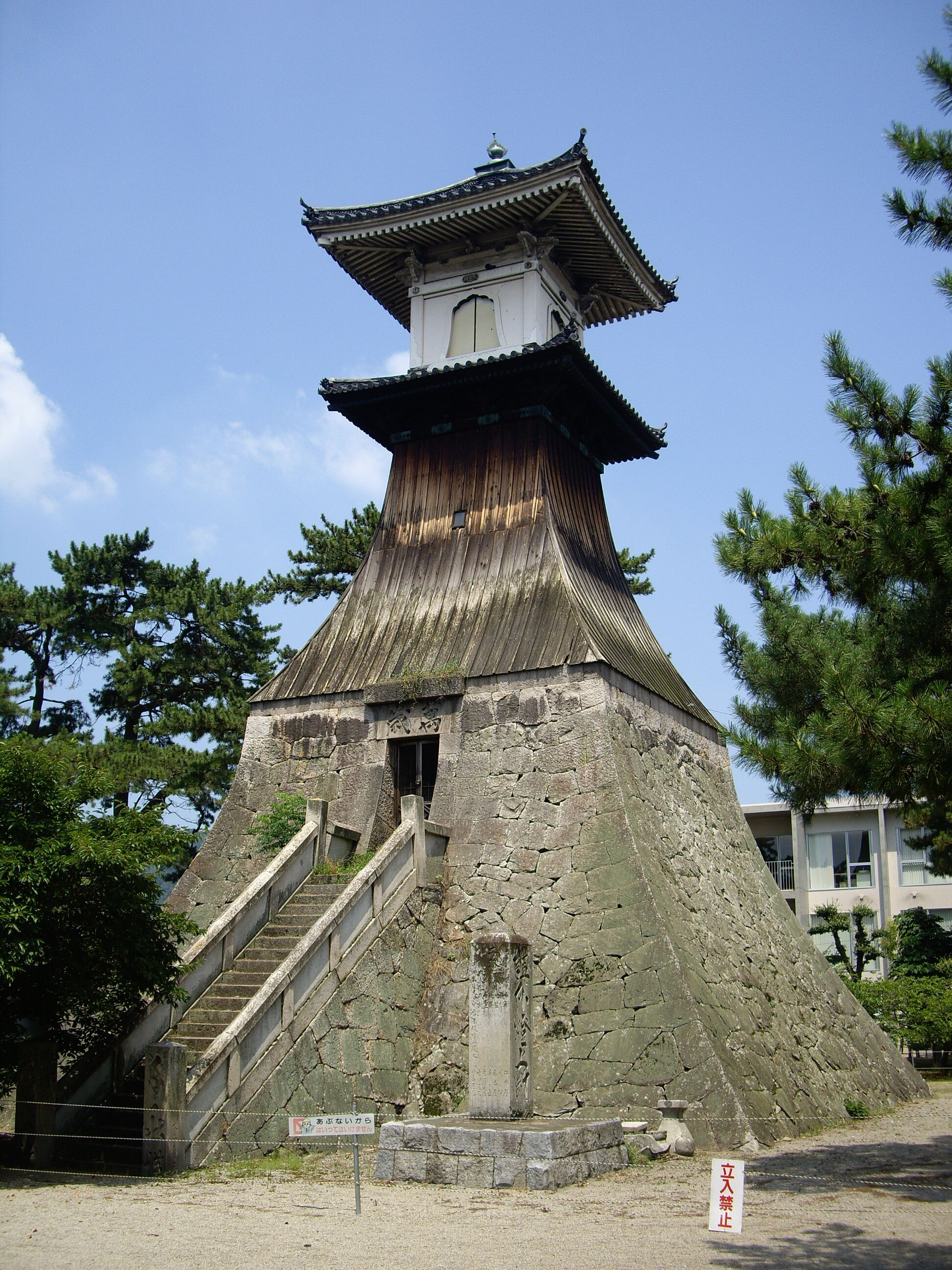
高灯笼
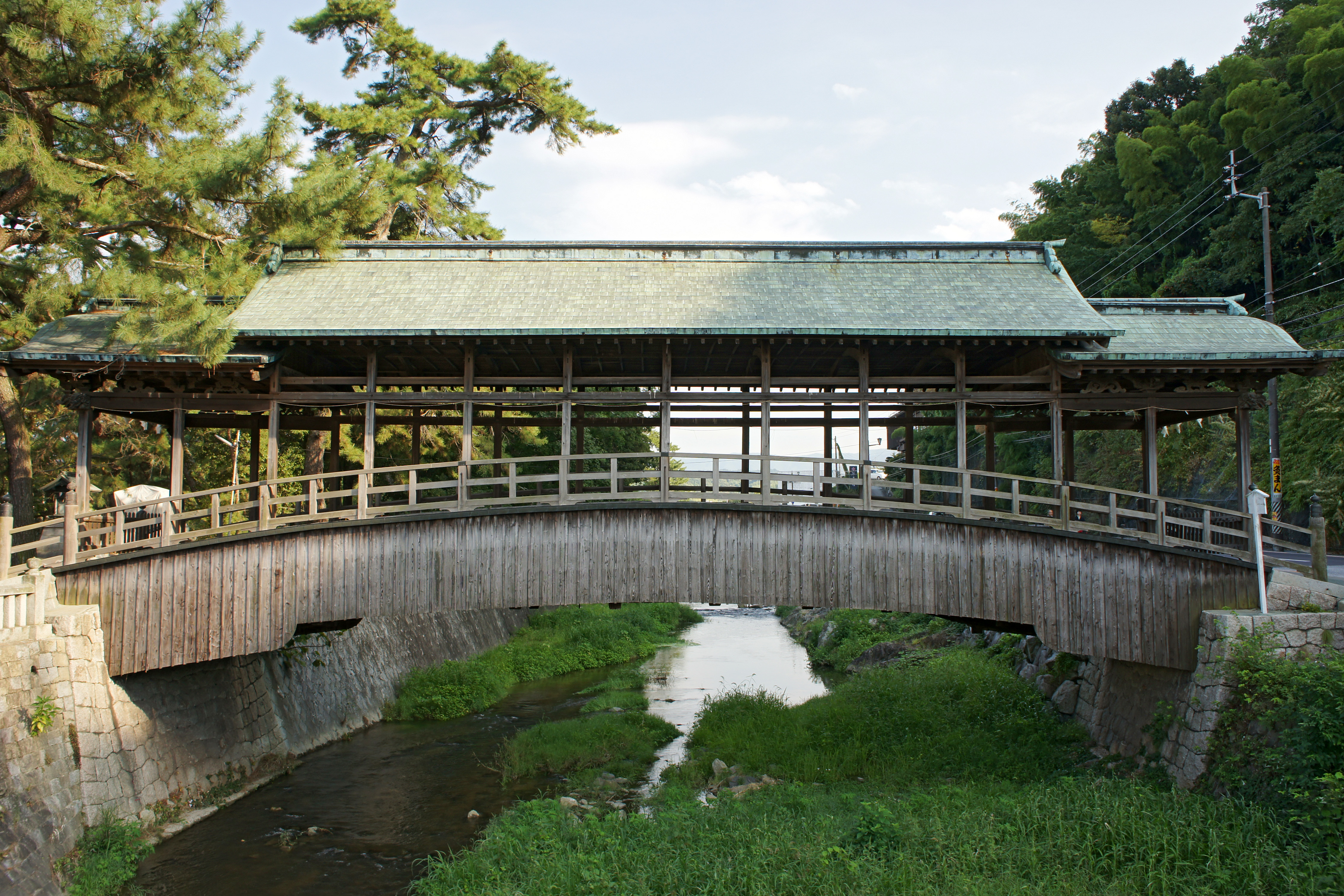
鞘桥
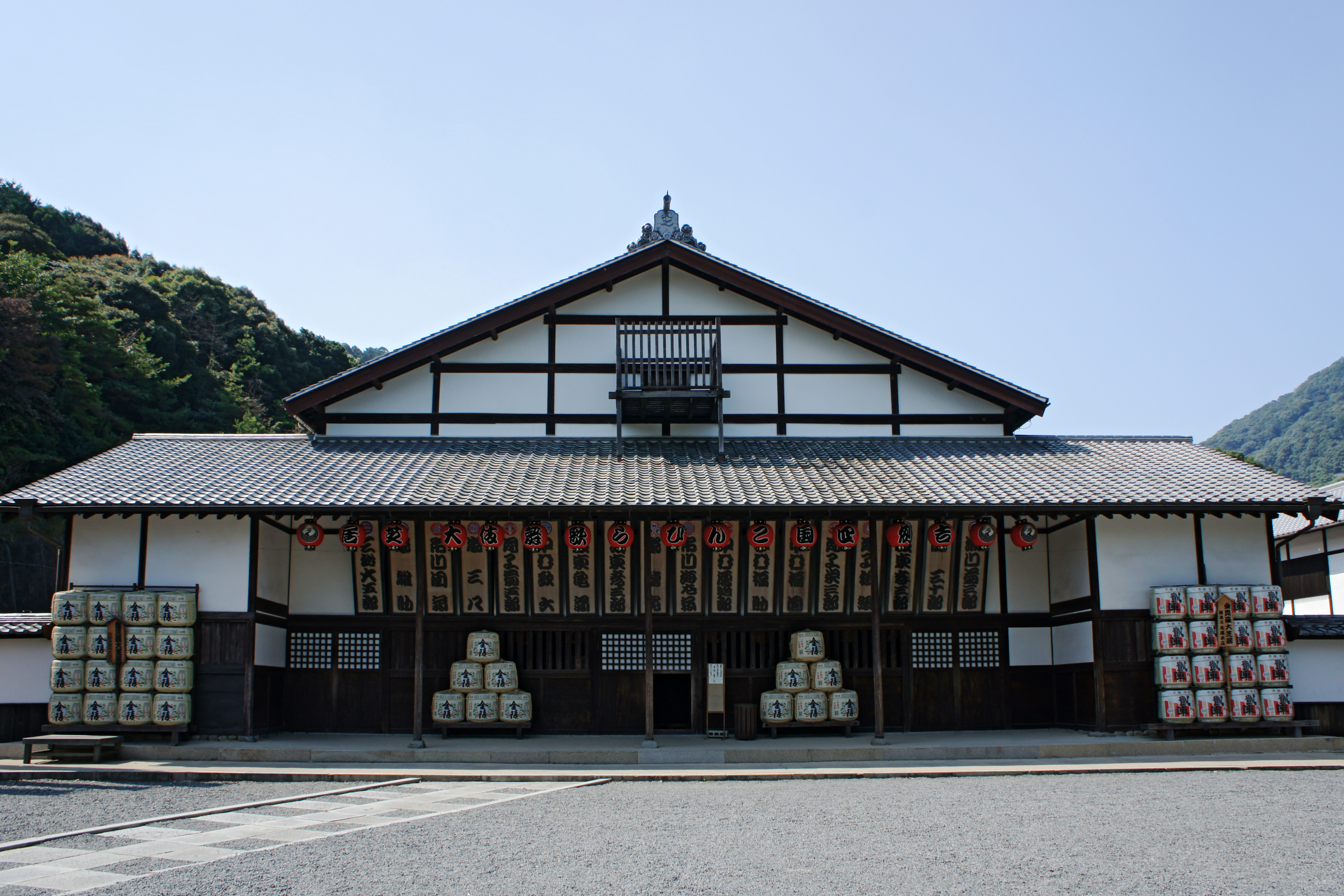
旧金毗罗大芝居
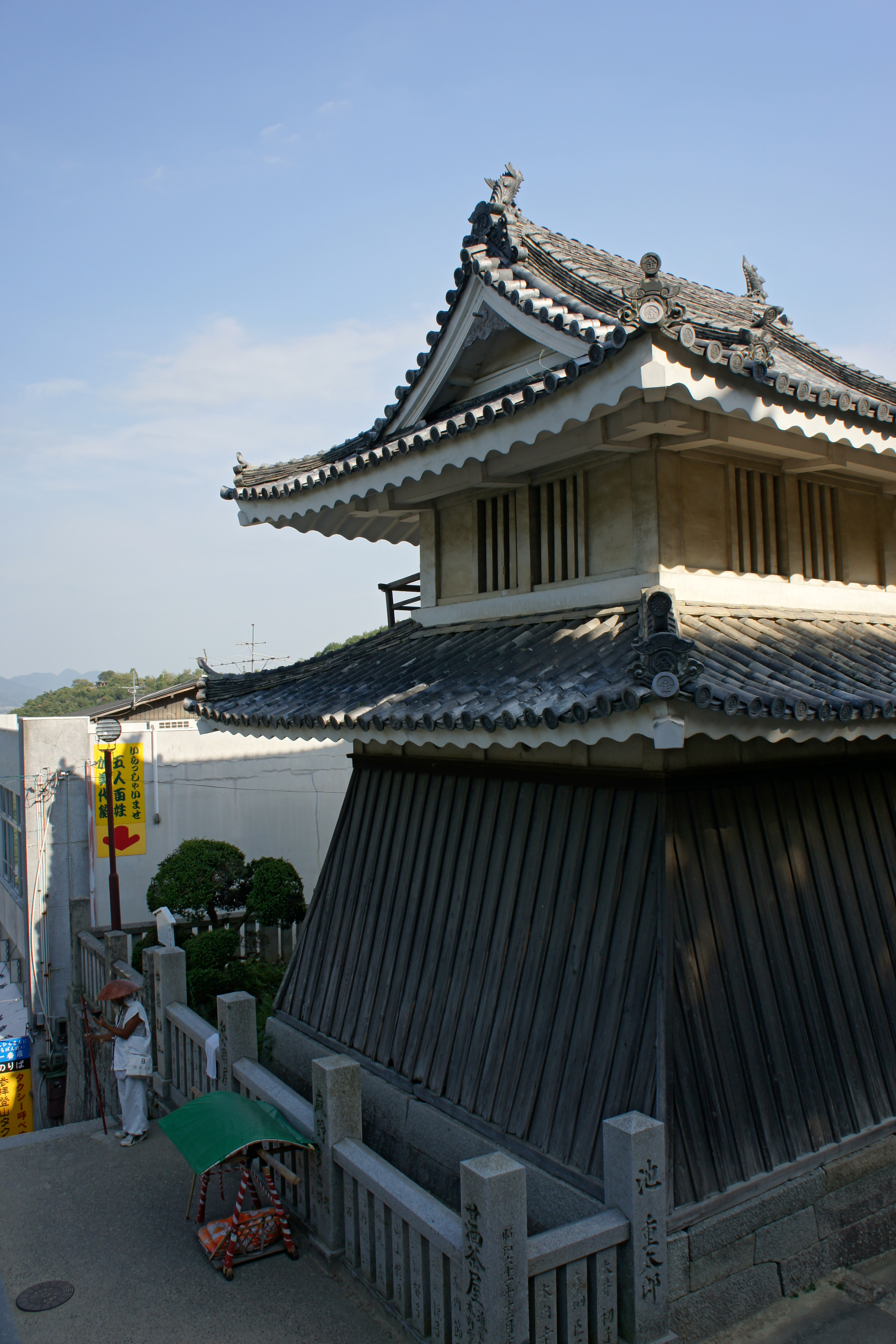
鼓楼
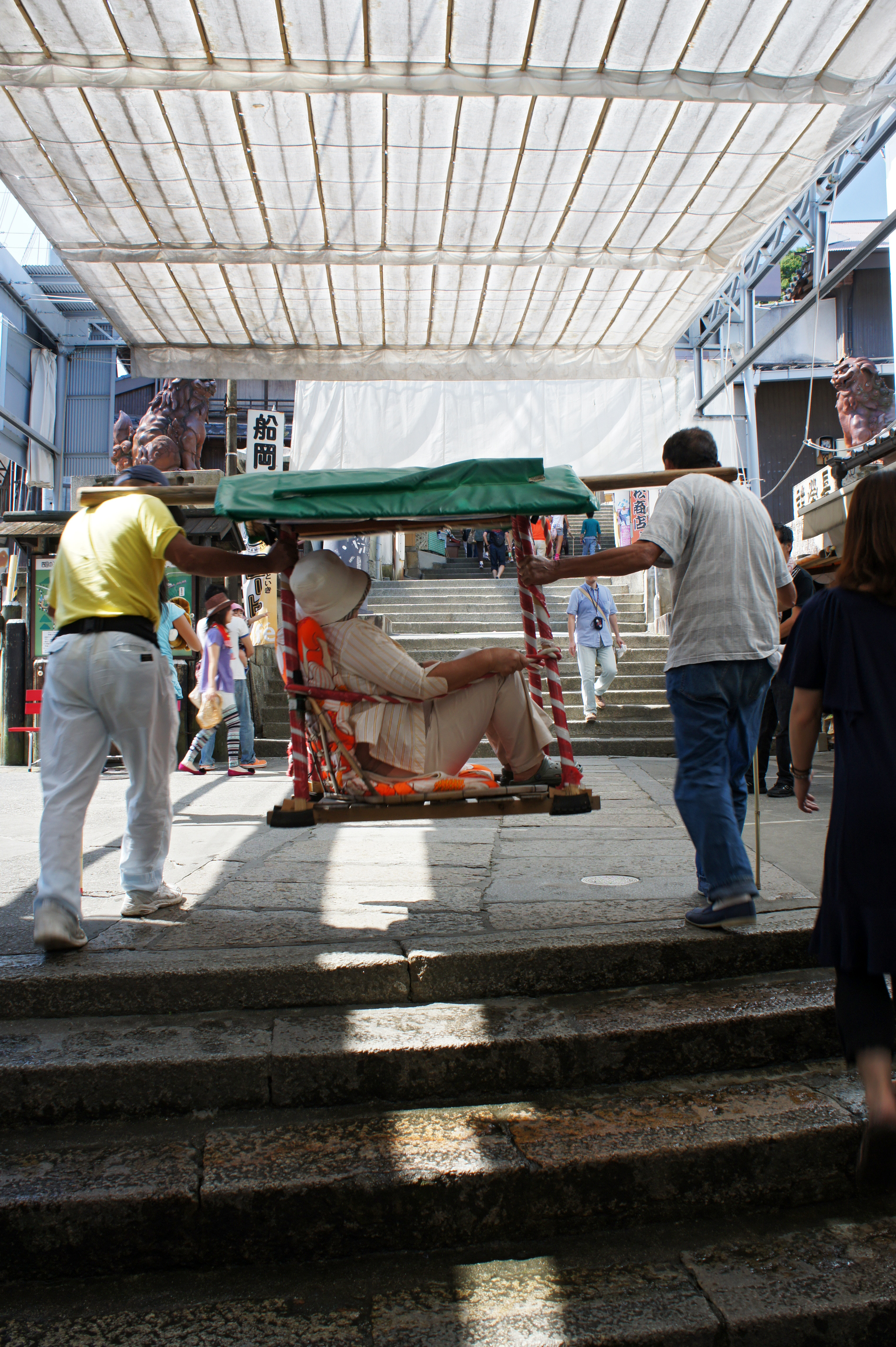
驾笼的士

## 文物

### 重要文化财

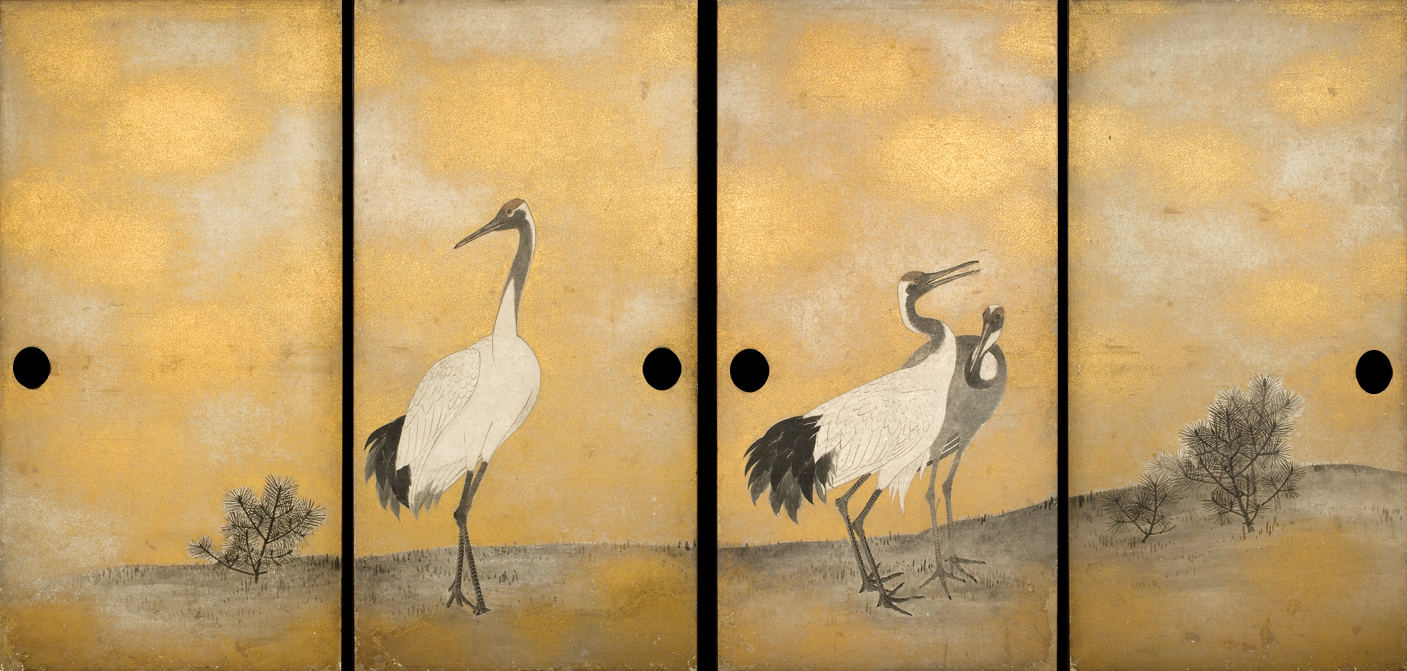
游鹤图，共17幅

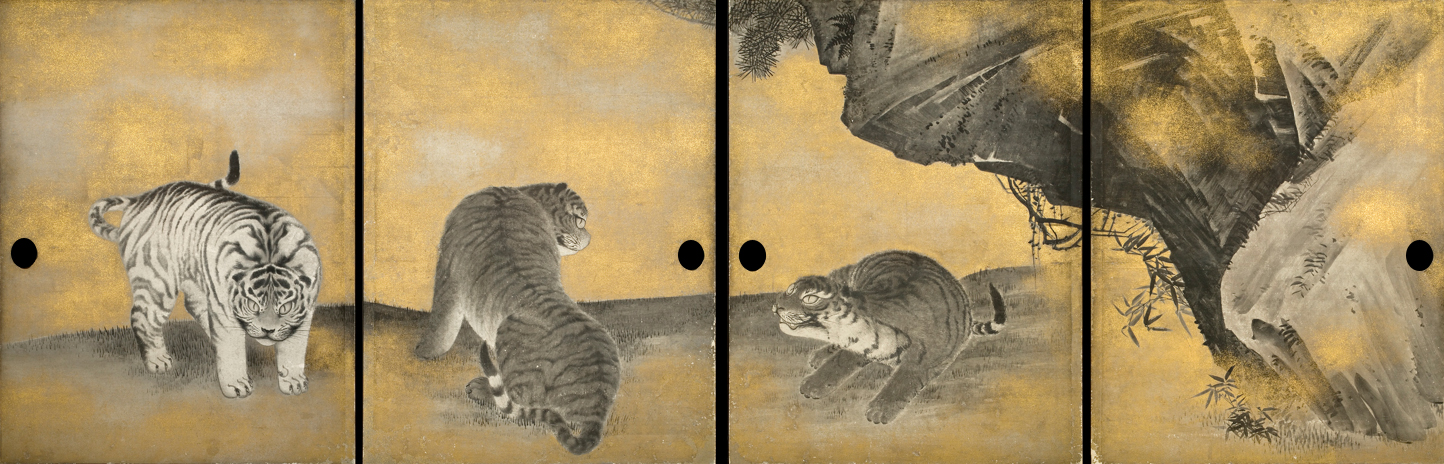
游虎图，共24幅

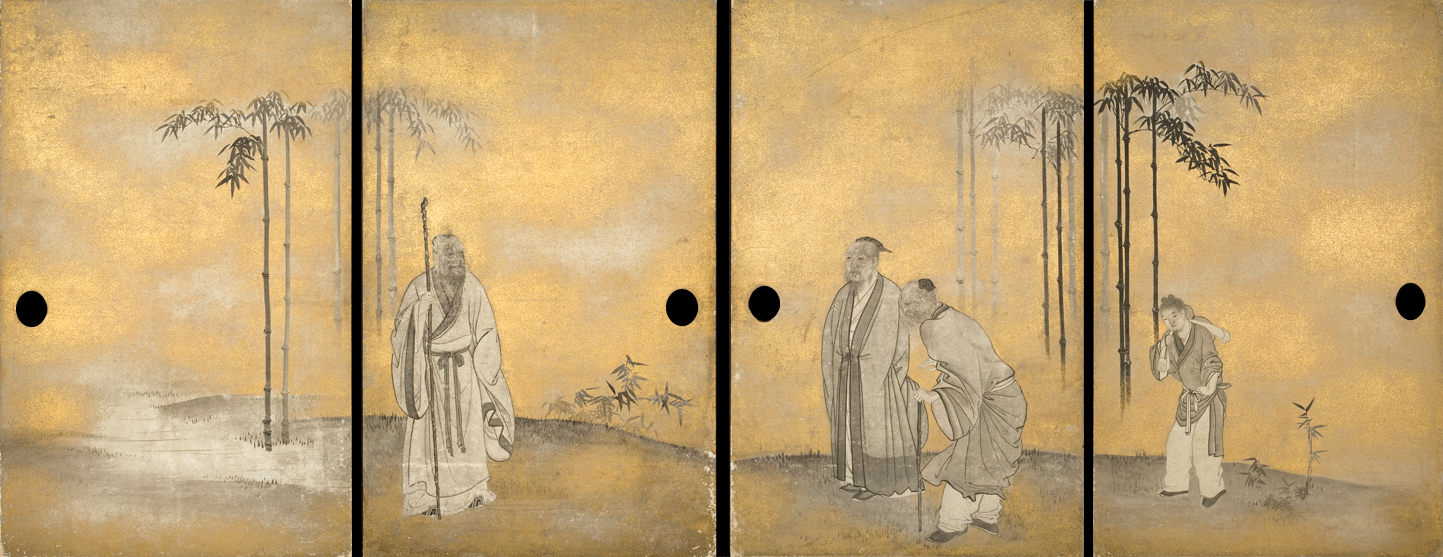
竹林七贤图，共16幅

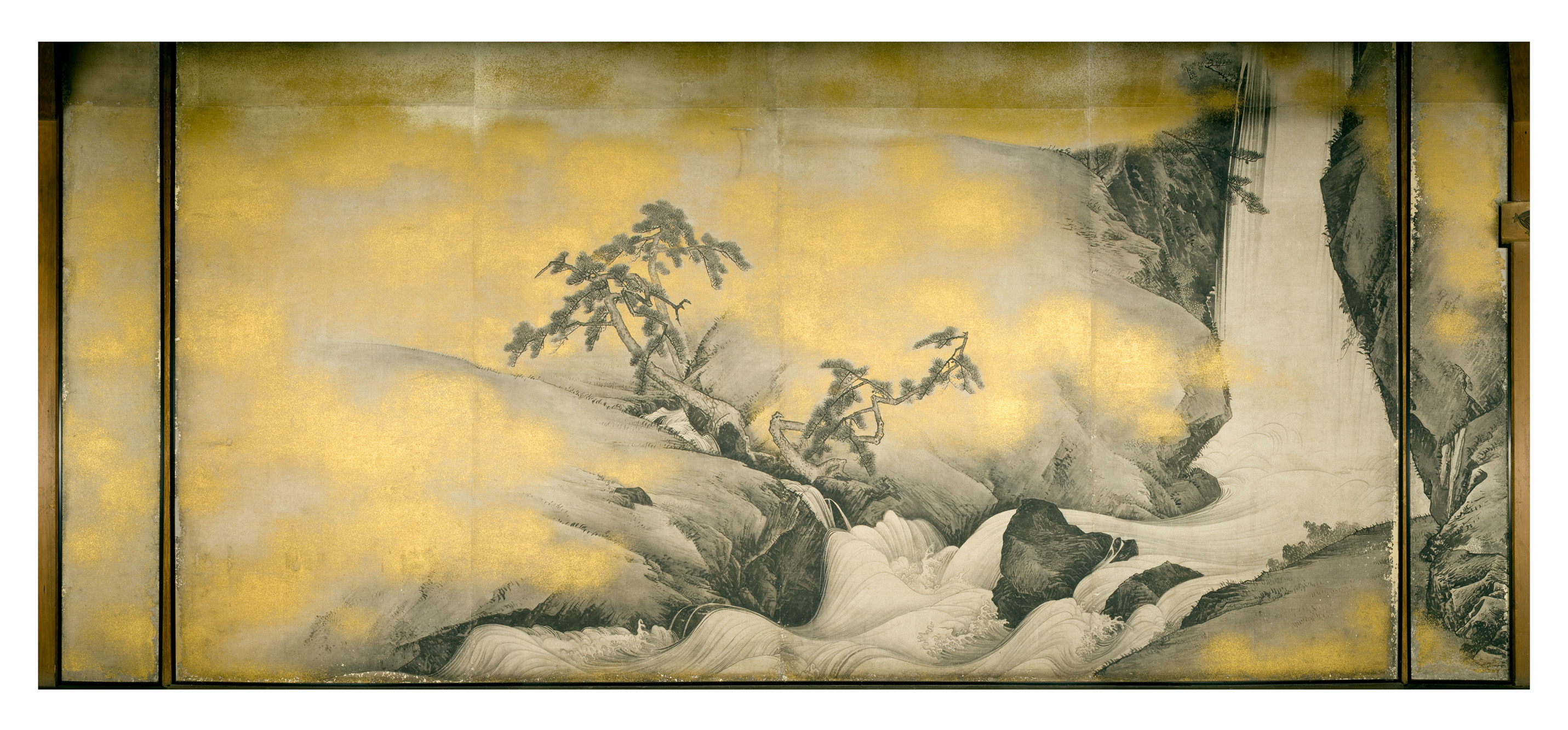
瀑布及山水图，共33幅

建筑物
- 旭社
- 四脚门
- 表书院
- 奥书院

美术工艺品
- 绢本著色辩财天十五童子像
- 纸本著色奈与竹物語[註 4]绘卷
- 纸本墨画游鹤图 17幅

圆山应举画。表书院“鹤之间”的障壁画
- 纸本墨画游虎图 24幅

圆山应举画。表书院“虎之间”的障壁画。日本没有虎，据说当时参考虎的毛皮作画。
- 纸本墨画竹林七贤图 16幅

圆山应举画。表书院“七贤之间”的障壁画。
- 纸本墨画瀑布及山水图 33幅

圆山应举画。表书院“山水之间”和“上段之间”的障壁画。
- 木造十一面观音立像

平安时代以桧木雕刻的佛像。原为松尾寺观音堂的本尊。
- 太刀 铭长光
- 太刀 铭备州长船（以下不明）明德（不明）年（不明）月

据说为师光打造。
- 短刀 铭筑州住国弘作
- 伏见天皇宸翰御歌集

## 祭典

### 三大祭
- 大祭（10月9日 - 10月11日）：例大祭
- 祈年祭（2月17日）：春祭
- 新尝祭（11月23日）：秋祭

### 每月的大祭
- 严魂神社大祭（1月6日）
- 旭社例祭（4月1日）
- 三穗津姫社大祭（5月10日）
- 大祓式（6月30日）
- 白峰神社大祭（8月26日）
- 御本宫 例祭/神幸祭（10月10日）

### 其他主要祭典
- 岁旦祭/拜贺式（1月1日）
- 初十日祭（1月10日）
- 纪元祭/神武天皇陵遥拜式（2月11日）
- 大祈愿祭（3月8日 - 3月10日）
- 樱花祭（4月10日）：镇花祭
- 御田植祭（4月15日）
- 金毗罗海上安全特别大祈愿祭（7月第3个周一）
- 相殿祭（8月26日）
- 氏子祭（10月1日）
- 宵宫祭（10月9日）
- 神尝祭/神宫遥拜式（10月17日）
- 明治祭・明治神宫遥拜式（11月3日）
- 红叶祭（11月10日）
- 天長祭（12月23日）
- 大祓式/道飨祭/镇火祭/除夜祭（12月31日）

## 交通
铁路
- 从四國旅客鐵道（JR四國）土讚線琴平站出发徒步20分钟
- 从高松琴平電氣鐵道琴電琴平車站出发徒步15分钟

驾车
- 从坂出IC出发30分钟
- 从善通寺IC出发15分钟

神社境内未经许可不得停车，一般需要使用琴平町内的町营停车场。

## 分社
虽然全国金毗罗信仰的神社众多，正式的分社只有以下6处。
- 出云分社
  - 岛根县出云市斐川町
- 神户分社
  - 兵库县神户市兵库区福原町（日语：福原 (神戸市)）
- 松山分社（日语：金刀比羅宮松山分社）
  - 爱媛县松山市新立町
- 尾张分社
  - 爱知县一宫市濑部字四日市场
- 鸟羽分社
  - 三重县鸟羽市鸟羽
- 东京分社
  - 东京都文京区本乡

## 關連項目
- 金毘羅權現
- 莲台寺（日语：蓮台寺 (倉敷市)）
- 由加神社（日语：由加神社本宮）
- 松尾寺（日语：松尾寺 (香川県琴平町)）
- 蘇澳砲台山及金刀比羅社遺蹟

## 外部連結
- 金刀比羅宮 （页面存档备份，存于）
- OpenStreetMap上有關1179961756  金刀比羅宮的地理

34°11′03″N 133°48′35″E / 34.18417°N 133.80972°E